# Leopardenfell

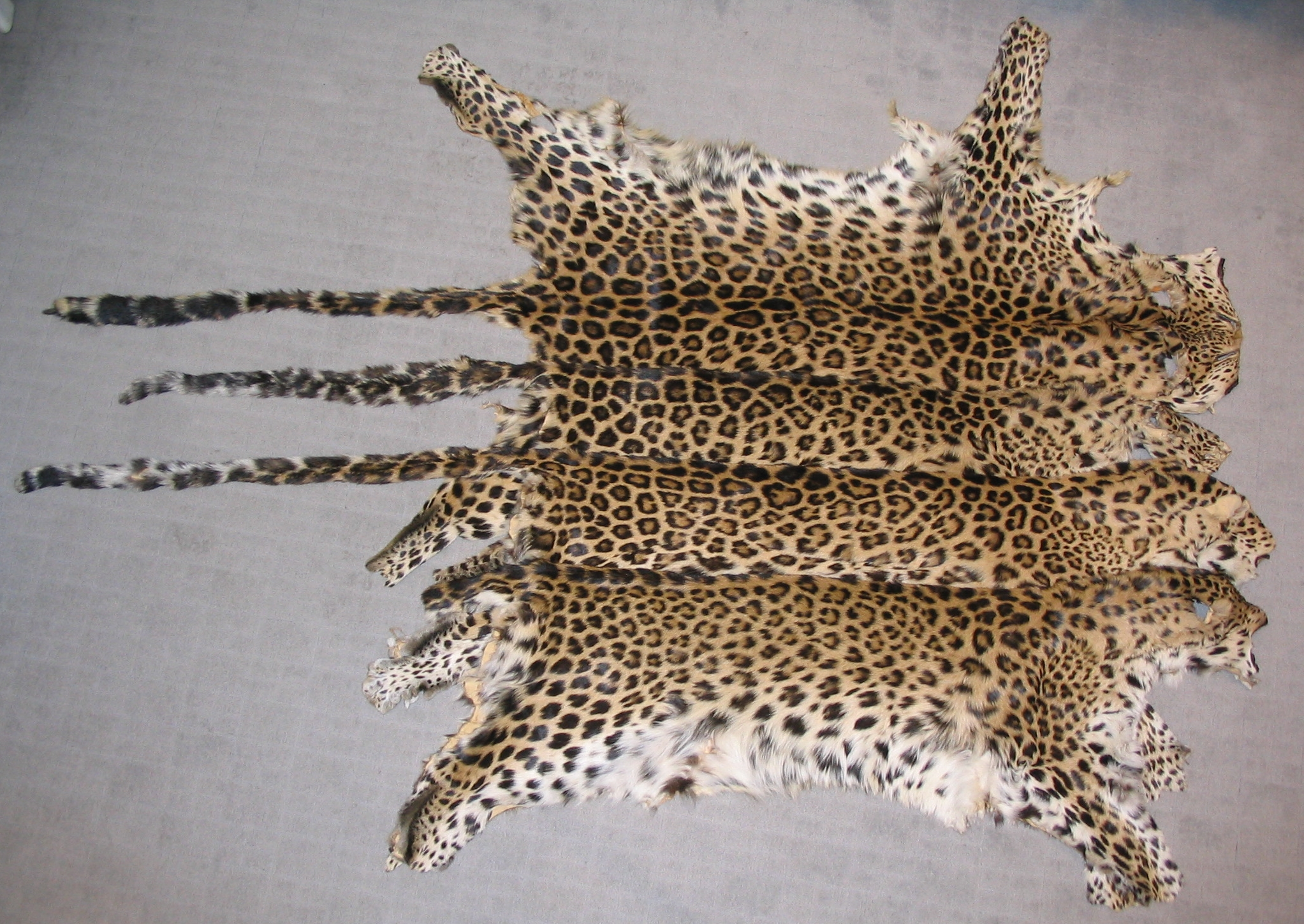
Leopardenfelle, Sortiment für einen Mantel

Der Leopard und das Leopardenfell haben in ihren Herkunftsländern bereits im frühesten Altertum eine große Rolle gespielt. Als Kleidungsstück der Neuzeit war der Leopardenpelz um die Mitte des 20. Jahrhunderts, zusammen mit Fellen anderer auffällig gemusterter Katzenarten, besonders gefragt.
Beim Leoparden, auch als Panther bezeichnet, früher auch „Pardellöwe“ genannt, handelt es sich um dasselbe Tier, üblich ist die zweite Bezeichnung vor allem für den Schwarzen Panther, einen totalen Schwärzling (Melanismus).

## Geschichte

### Altertum

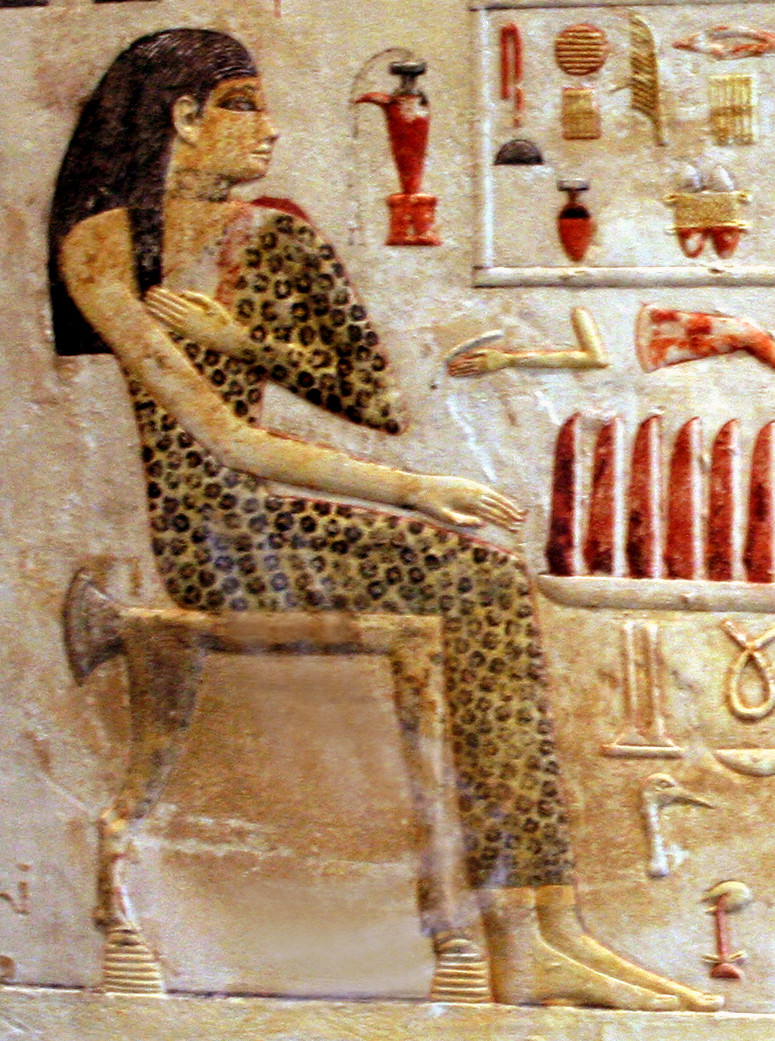
Prinzessin Neferetiabet in einem leopardgemusterten Kleid
(datiert auf 2590–2565 v. Chr. – Altes Reich)

In den Ausgrabungen von Çatalhöyük in der heutigen Türkei, eine der ältesten uns bekannten Siedlungen – sie bestand bis etwa 6200 v. Chr. – finden sich Darstellungen des Leoparden, der dort offenbar eine wesentliche Bedeutung hatte. Man geht davon aus, dass sein Fell als Männerbekleidungsstück benutzt wurde, wie es auch auf verschiedenen Wandmalereien von als Jägern gedeuteten Tänzern zu sehen ist. Eine Deutung geht davon aus, dass es sich bei den Tänzen um Initiationsriten handelt.
Auf altorientalischen Kunstwerken ist Leopardenfell als Tracht besonders ausgezeichneter Personen zu sehen. Bestimmte Priesterklassen des Alten Ägypten trugen den vollständigen Leopardenpelz als Amtstracht. Ägyptische Fürstinnen schmückten sich mit dem gefleckten Fell als Prunktracht.
Im zweiten Grabhügel (Kurgan) von Pazyryk im Altai aus dem 4. Jahrhundert vor unserer Zeitrechnung befand sich, neben weiteren Pelzen, ein Paar Reitstiefelchen mit Schäften aus Leopardenfell, die einer skythischen Fürstin mit ins Grab gegeben wurde, als sie ihrem erschlagenen Ehemann in den Tod folgen musste. Der lederfarbig und rot gehaltene Fuß- und der Oberrand ist mit Lederapplikationen besetzt und bestickt, die Sohle ist vielfarbig mit Ornamenten und Perlen geschmückt.
Leopardenjagd, mit Lanze oder Schwert, war ein königlicher Sport, eine Verpflichtung der Herrscher als „Väter“ ihres Volkes. Als Tributzahlungen kamen Leoparden von den Nubiern als lebende Tiere und als Felle nach Ägypten. Um 1500 v. Chr. müssen sie auch schon nach Griechenland exportiert worden sein. Nur vornehme Ägypter sind im Alten Reich Ägyptens (ungefähr von 2700 bis 2200 v. Chr.) mit Leopardenmänteln abgebildet. Bei den Darstellungen überwiegt jedoch das Leopardenfell als Attribut von Göttinnen bei Repräsentations- und Kultszenen. In Ägypten ist der Leopard das Tier der Göttin Mafdet und der Göttin Seschat, in Syrien der Kriegs- und Liebesgöttin Anat. Die viel verehrte Muttergöttin trägt gelegentlich ein Leopardenhalsband oder ein Leopardenfell um den Leib gebunden. Mehrfach wird im Alten und Mittleren Reich (2137 bis 1781 v. Chr.) das Fell als ausgebreitete Sarkophagabdeckung wiedergegeben.
Im Neuen Reich (1550 bis 1070 v. Chr.) war Leopard nicht mehr nur den Königen und Priestern vorbehalten. Auf einem Wandbild aus dem Grab des Rechmire (14. Jh. v. Chr.) haben zwei der kretischen Tributbringer elegante Schurzröcke aus Leopardenfell an. Auf den Siegesszenen des Pharaos Tutanchamuns sind Libyer ebenfalls mit Leopardenfellschurzen bekleidet. Hingegen scheinen die in Abbildungen des Neuen Reiches nicht seltenen Fellschurze oder Röcke der afrikanischen Völker nur ausnahmsweise aus Leopardenfell gearbeitet zu sein. Allerdings werden nubische Fürsten manchmal mit kunstvoll gearbeiteten Kleidern dargestellt, die mit Streifen aus Leopardenfell besetzt sind (12. Jh. v. Chr., der Zeit Ramses X.).
Auf Einlegearbeiten des Ištar-Tempels von Mari (um 2500 v. Chr.) sind Soldaten und Priester zu sehen, die Leopardenfelle über ihrer übrigen Kleidung tragen. Im Grab des Chnummose (TT30), „Schreiber des Schatzhauses des Hauses des Amun“ in der 20. Dynastie, trägt der Priester das Pantherfell ebenfalls über seiner Stofftracht. Tutanchamun (Regierungszeit etwa von 1332 bis 1323 v. Chr.) trägt, vor allem auf Kampf- und Jagddarstellungen, eine Leopardenfellweste.
Nicht nur zu Kleidung wurden Leopardenfelle verarbeitet. Im Grab des Kenamun (TT93) wird ein großer Schild herbeigebracht, der mit dem Fell bezogen zu sein scheint. Auf einer der bekanntesten Musikerinnenszenen, eine Wandmalerei aus dem Grab eines Mannes namens „Nacht“, das heißt „der Starke“, in der thebanischen Totenstadt ist der Resonanzkörper einer Harfe mit Leopardenfell bespannt (Regierungszeit Thutmosis IV., 1425 bis 1401 v. Chr.). Eine besondere Gabe Nubiens an den Pharao scheinen im Neuen Reich Prunktische gewesen zu sein, die mit Gold und Leopardenfellen geschmückt waren, beispielsweise im Grab des Huy, des Vizekönigs von Kusch unter Tutanchamun. Im Grab des Tutanchamun (KV62) fanden sich in der Vorkammer zudem sowohl die Nachbildung eines Leopardenfelles als auch ein echtes. Das echte, sehr kleine Leopardenfell lag auf einer Holztruhe, es war nur noch schlecht erhalten. Zu beiden fand sich auch ein künstlicher, vergoldeter Leopardenkopf, der als Halter des Felles diente.

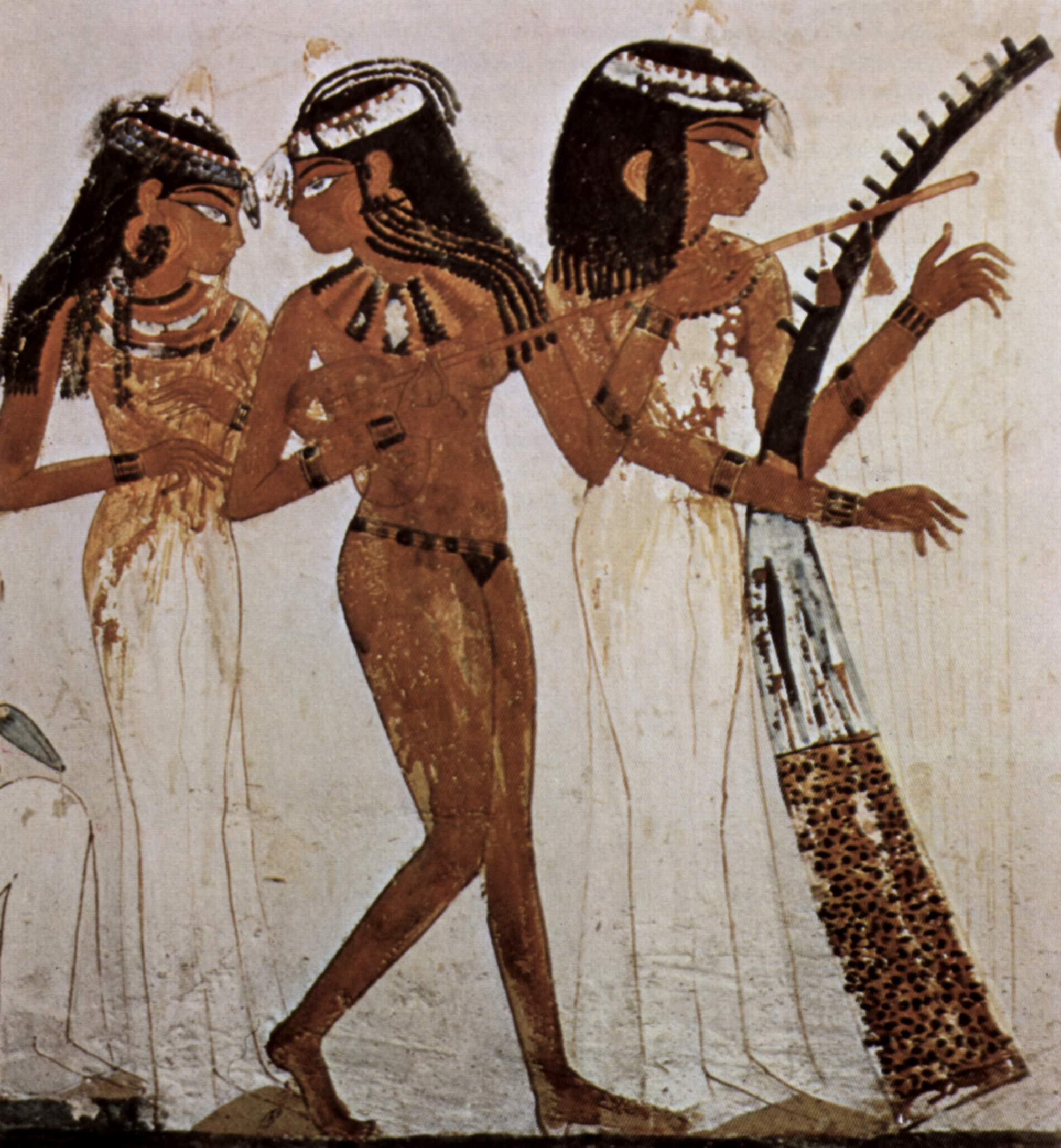
Musikerinnen im Grab des Nacht (TT52)
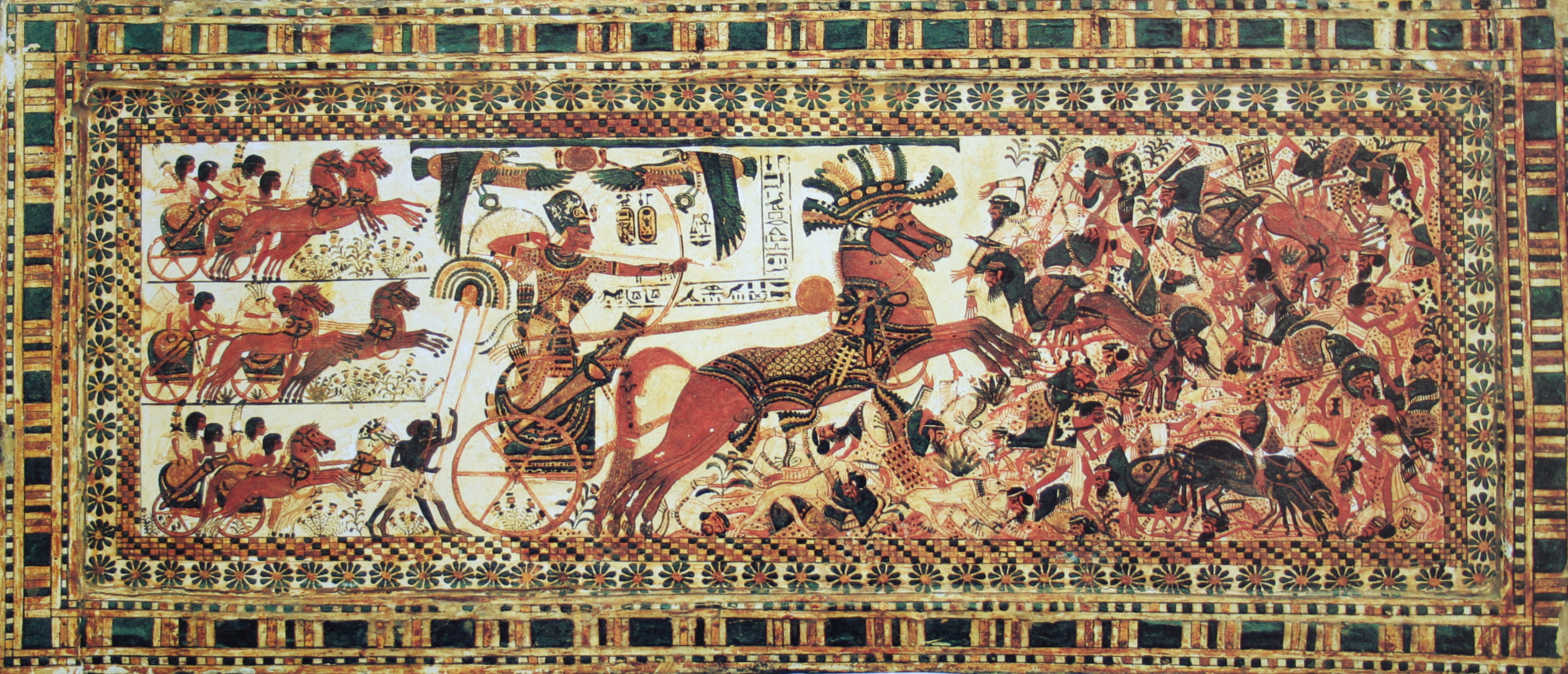
Krieger mit Leopardenfell (Grab des Tutanchamun)
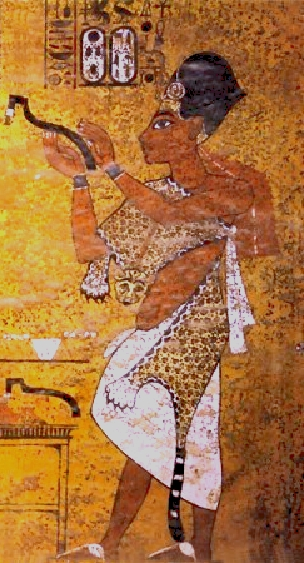
Eje, gekleidet in ein Leopardenfell, führt das Mundöffnungsritual an Tutanchamun durch. Darstellung aus der Grabkammer.
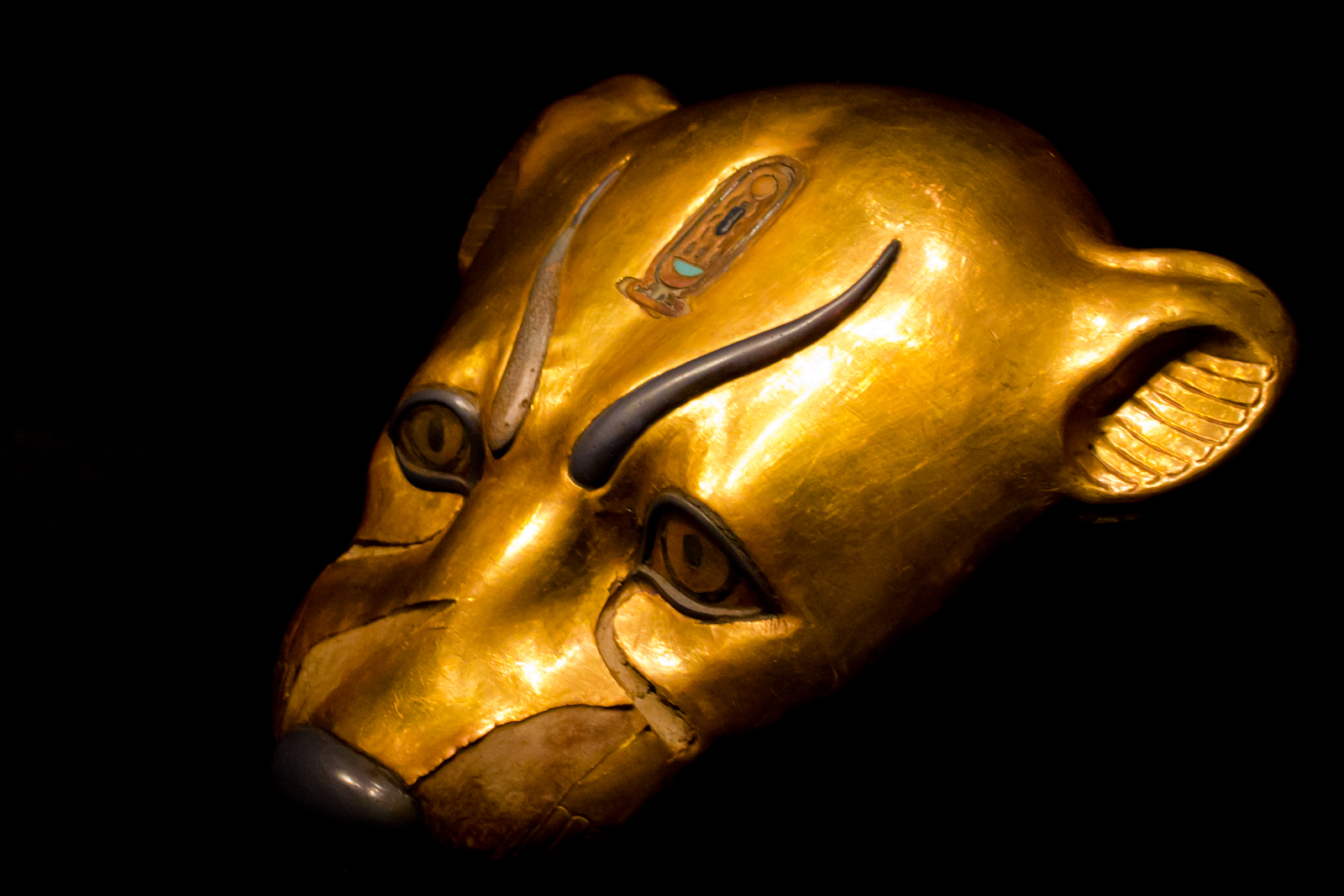
Leopardenkopf aus Holz, vergoldet (Grab des Tutanchamun)
Pantherfelldarstellung aus dem Grab des Huy

Die Fahnenträger der römischen Legionen, Sammelpunkt der angreifenden Streitkräfte, trugen traditionell Leopardenfelle über ihrer Kleidung, daneben auch andere Fellarten wie Löwenfell, Bären oder Wildschwein. Ein Höchstpreisedikt (Taxordnung) des Kaisers Diokletian aus dem Jahr 301 n. Chr. belegt den Handel mit Leopardenfellen im Römischen Imperium. Der Maximalpreis für Leopardenfelle betrug: unbearbeitet 1000 Denar, bearbeitet 1250 Denar, am teuersten waren Robbenfelle mit 1250 beziehungsweise 1500 Denar. Ein Marderfell kostete im Vergleich dazu 10 und 15 Denar.

### Neuzeit

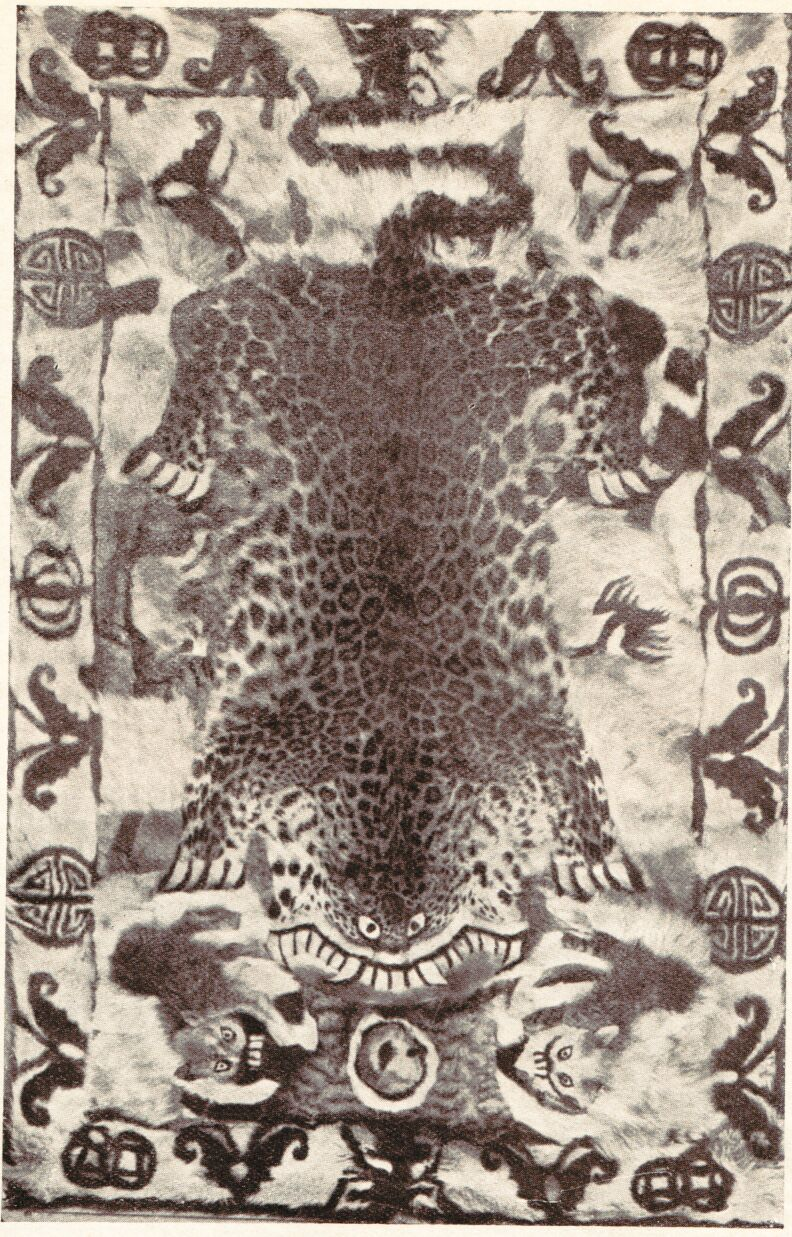
Chinesischer Leopard u. a.; Felldecke aus dem Yangtsetal, um 1900

Um 1900 benutzte der Pelzhandel noch für alle Großkatzen mit dunkelgezeichneten Flecken den Oberbegriff Leopard. Bis zum Ersten Weltkrieg wurden wirkliche Leopardenfelle wie auch die anderer Großkatzen vorwiegend zu Vorlegern (naturalisiert, mit Kopf und Pfoten), Satteldecken und Ähnlichem verarbeitet. Die größten Leopardenfell-Anlieferungen erfolgten damals aus China.
Während im Alten Ägypten zumeist der Totenpriester das Leopardenfell trug, so ist es in Zentralafrika der Beschneidungspriester. Bei den Nuba trägt der Priesterkönig bei den Beschneidungsfeiern das Katzenfell. Bei den Luba haben die Beschneidungspriester den Namen „Leopard“ (oder Löwe). Der in Urundi bestehende Ryangombe-Bund  vereinigt Menschen, die Leopardenfelle anlegen, um sich in „Ryangombe“ (Leoparden) zu verwandeln. Bei den Egbo Nigerias tragen die Angehörigen des obersten Geheimgrades eine Leopardenmaske. „Die Würdenträger dieses Bundes (des Mken-Bundes der Bamileke) tragen bei den Tänzen Pantherfelle, und das Kultidol dieses Bundes steht auf einem Pantherfell...“ Die Leopardenbünde sind bis zur Sierra Leone hin verbreitet, zumeist herrscht der Glaube, durch Anlegen des Felles selbst zur Raubkatze zu werden. Gleichzeitig waren Löwe und Leopard fast ausschließlich die Symbolfiguren afrikanischer Könige, die zum Teil das Fell oder zumindest Fellstreifen oder Fellmützen daraus trugen. Weit verbreitet ist das Fell als Thronpolster, so bei den Akan und den Schilluk. Der König wurde mancherorts sogar als die Verkörperung der Großkatze angesehen – die Uganda-Herrscher ließen sich nie die Nägel schneiden, da sie Leopardenkrallen seien. Der Königsschirm der Aschanti wird von einem ausgestopften Leoparden geschmückt. An vielen Orten zieren Leopardenfelle die Königstrommeln und die Musikanten tragen Katzenfelle. Die Schillukherrscher wurden in Leopardenfellen bestattet, ebenso die Bantu-Häuptlinge Südostafrikas.
In einigen Ländern fanden Leopardenfelle in der Armee Verwendung, als Schabracken, die Satteldecken für besondere Anlässe, als Schutzleder für die Trommler oder als schmückender Bestandteil der Kleidung. Leopardenpelz gehörte mancherorts zur Ausstattung afrikanischer Krieger und als Hüttenschmuck der dortigen Häuptlinge. Die Impi, die Regimenter der beiden Stammeskönige Mzilikazi und Lobengula des Matabele-Königreichs sowie andere erhielten als Auszeichnung Leopardenfelle als Uniform. Bei den dortigen Stämmen („Kaffern“) schätzte man als Kleidung auch Decken aus Leopardenfell, sogenannte „Karosse“. Die von den Frauen gegerbten, schönen Decken waren bereits im Land zu teuer, um als Exportartikel infrage zu kommen. Königskarossen der Zulu-Könige Shaka, Dingane, Mpande und Cetshwayo waren aus Leopardenfell als Status ihrer königlichen Macht, so wie anderswo bis heute das Hermelinfell. Auch jetzt noch präsentieren sich in Südafrika Zulu-Herrscher und Gläubige der Nazareth Baptist Church mit Leopardenfellen. Bei den Nuer aus dem Südsudan und dem Westen Äthiopiens gibt es keine Einrichtung oder Einzelperson, welche die Aufgabe der Legislative (gesetzgebenden Gewalt), Exekutive (ausführenden Gewalt) oder Judikative (Rechtsprechung) erfüllt. In schlimmeren Fällen wird ein so genannter „Leopardenfell-Häuptling“ einbezogen, um den Streit zu schlichten.
Sogenannte Ahnenschemel sind in der Kultur der Akan (Westafrika) von erheblicher Bedeutung. Der bekannteste der von den Akans „Stool“ genannten Schemels ist ein goldener Stuhl der Aschanti mit dem Namen Sikadwa Kofi. Der Sikadwa Kofi gilt als so heilig, dass niemand auf ihm sitzen darf. Der goldene Stuhl wird mit großem Sicherheitsaufwand bewacht und nur zu seltenen sehr hohen Gelegenheiten präsentiert. Er darf nach dem Glauben der traditionellen Aschanti niemals den Boden berühren. Daher wird er in der Regel auf eine kostbare Tierhaut aus Elefantenhaut oder Leopardenfell gestellt.
In China und Korea bildeten die Felle einen beliebten Sesselschmuck in den Häusern der Mandarinen, auch die Pranken waren sehr begehrt.

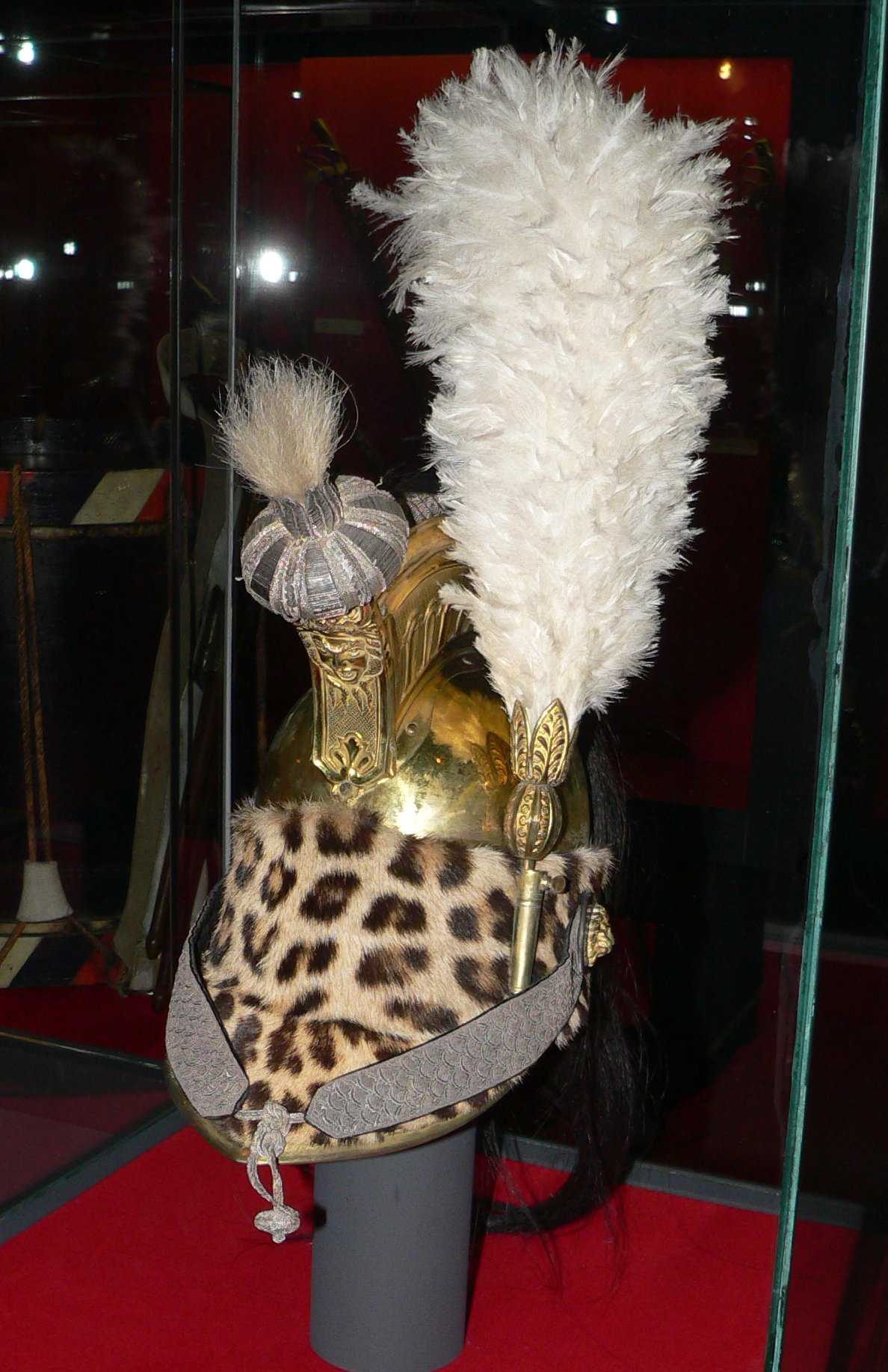
Helm eines französischen Dragoner-Offiziers

Bei ihren Aufenthalten in der indischen Kolonie pflegten englische Offiziere der Jagd, unter anderem der Leopardenjagd. Die Trophäen sollten möglichst auch gezeigt werden, jedenfalls wird das als ein wesentlicher Grund für die Einführung des Leopardenfelles in die britische Armee angenommen. Dort gab es nach Angaben der War Office Library London zwei Arten des Gebrauchs:
Einige Kavallerieregimenter hatten Offiziers-Satteldecken aus Leopardenfell, mehrere Infanterieregimenter Leopardenfellschutzleder für die Trommler. Für die Kavallerie erfolgte die erste Erwähnung der Leopardenfelle für Offiziere für die Leichte Kavallerie in der Kleiderverordnung (Dress Regulation) von 1834, jedoch nur für einige Regimenter. Die anderen verwendeten einfache schwarze Lammfelle. Im Lauf der Zeit übernahmen immer mehr Kavallerieregimenter das Leopardenfell für Sattelzeug, bis um 1890 alle Husarenregimenter – bis auf die 14er – Leopardenfelle gebrauchten. Nach dem Ersten Weltkrieg (1918) blieben die 14er Husaren, jetzt vereinigt mit anderen Husarenregimentern, die zusammen die 14er bis 20er Husaren bildeten, das einzige Husarenregiment, das kein Leopardenfell-Sattelzeug hatte. Nach dem Zweiten Weltkrieg (1945) wurden alle Husarenregimenter motorisiert und Teil des Königlichen Panzerkorps, womit die Verwendung des Fells entfiel.
Österreichische Adelige, die die königliche Leibwache bildeten, trugen Umhänge, die mit kleinen, feinen Leopardenfellen gefüttert und verbrämt waren. Für die Österreich-Ungarische Armee galten für den Gebrauch von Leopardschabracken folgende Bestimmungen:
Als Bestandteile der Parade-Schabracken für Generale der Ungarischen Kavallerie (mit Husarenuniform). In den Adjustierungsvorschriften für Offiziere der K. K. Armee von 1837 von 1855 heißt es: „...Von scharlachrotem Tuch mit Tigerhaut belegt...“ Eine Zeichnung im Heeresgeschichtlichen Museums Wien deutet jedoch mehr auf Leoparden- als auf Tigerfell hin. Für Schabracken der Ungarischen Leibgarde: „...aus grünem Tuch. Sattelhaut aus Pantherfell (Länge ca. 60 cm, Breite ca 75 cm)...“ Sonst war in der K. K. Monarchie Lammfell für die Schabracken vorgeschrieben.
Bei den Offizieren des 18. Jahrhunderts galt ein den Rücken bedeckendes Tigerfell (Pantherfell) als Auszeichnung. Eine Metallschließe hielt das Fell über der Brust zusammen. An besonderen Tagen und zur Gala wurde es statt des Pelzes getragen, zum Beispiel von den Preußischen Zietenhusaren. Auch die ungarischen Magnaten in Galatracht und die ungarische Leibgarde hatten Leopardenfelle über den Schultern. Die Königlich-Ungarische Leibgarde hielt dies das ganze Jahrhundert hindurch bei, bis zum Zerfall des Reiches. Ein Tiger- oder Pantherfell über dem Harnisch trugen auch die polnischen Uszarzy, die vornehme Elitetruppe des Landes zur Zeit Johann Sobieskis (* 1629; † 1696). Die französischen Dragoner, die in ihrem Land zu den ältesten Waffengattungen zählten, hatten vom Ausgang des 17. bis zur Mitte des 18. Jahrhunderts pelzverbrämte Zipfelmützen (ebenso in Spanien). Nachdem dort der Helm eingeführt worden war schmückte den gelben Helm des Gardedragoner-Regiments eine kleine Verbrämung aus Pantherfell.
Schon in den frühen Jahren der Mode der dekorativen, großen Muffe wurden Tiger-, Panther- und Leopardenfelle hierzu verwendet. Anfang des 20. Jahrhunderts wurden die Felle dank verbesserter Pelzzurichtung im Rahmen der zivilen Mode mehr und mehr zu sportlichen Jacken und Mänteln verarbeitet. Das galt besonders für kurzhaarige, wirkungsvoll gezeichnete, leichtledrige afrikanische Leoparden, wie sie vor allem aus Somaliland und den angrenzenden Gebieten (Erithrea, Abessinien) kamen. Die ersten größeren Angebote mit zueinander passenden Leopardfellen erschienen im Frühjahr 1911, „nachdem einige hübsche Modelle von Londoner Firmen gezeigt und in Paris gekauft worden waren“. Als nächster Anbieter für Kleidung aus Großkatzenfellen folgte Amerika. Neben Damenmänteln wurden um 1925, als die Autos noch nicht beheizt waren, auch Automobiljacken aus Leopardenfell hergestellt.
Um 1950 waren stattdessen die Sitze eines für den Negus von Abessinien bestimmten Autos mit Leopardenfell überzogen, das man in einem Berliner Autohaus besichtigen konnte. Der Negus zeichnete seine Garde mit einem Leopardenponcho, dem Lemt, aus. 1937 berichtet eine Pelzfachzeitung über Abessinien als Handelsplatz für Pelzfelle: Der Leopard steht in der Wertung obenan. Die besten Felle kommen aus Somaliland. Jedes einwandfreie Fell dieser Provenienz erzielte in normalen Zeiten auf dem abessinischen Markt 60 Maria-Theresia-Taler. Weniger geschätzte Leopardenfelle kommen aus den Zonen von Gimma, Kassa, aus dem Arussiland und aus Sidamo. Die Sammelstelle und der Markt für Leopardenfelle war Bali. Alle anderen Leopardenfelle, soweit sie in den Handel kamen, wurden nach Addis Abeba oder Diredaua geliefert. Die Preise wechselten je nach Konservierung und Herkommen zwischen 20 und 40 Taler. Die Marktbeschickung erfolgte fast ausschließlich durch indische und abessinische Aufkäufer, die die Jagdgebiete bereisten. In den Zeiten des Negusreiches kam einmal im Jahr ein Agent amerikanischer Handelshäuser in die äthiopischen Sammelstellen und kaufte, was am Markt vorhanden war, um es über Dschibuti auszuführen. Das waren jährlich 2000 bis 3000 Somalileoparden und 5000 bis 6000 Leopardenfelle anderer Herkunft.
Häufig diente Leopard als Verbrämung der damals in Mode befindlichen schwarzen samtigen Sealpelze und deren preiswerteren Imitationen aus geschorenem Bisamfell, dem Hudson-„Seal“. Andere Sorten wurden weiterhin größtenteils zu Vorlagen und Jagdtrophäen verarbeitet.
Anna Municchi empfand als Debüt des modernen Leopardenpelzes das Jahr 1911, mit einem in der Vogue veröffentlichten Foto eines prächtigen, bodenlangen Leopardenfellmantels, am Hals und den Ärmeln mit Skunks verbrämt. 1933 kaufte die Schauspielerin Lilian Harvey, zusammen mit einem Zobelmantel, in Berlin bei Joe Strassner einen Leopardenmantel. Wie es rückblickend hieß, hätte die amerikanische Präsidentengattin Jacqueline Kennedy mit einem 1962 getragenen Leopardenpelz, entworfen von ihrem Lieblingsdesigner Oleg Cassini, einen Hype in der Nachfrage nach Leopardenfellmänteln ausgelöst. Die Felle hatte sie als damalige First Lady von der Regierung Somalias geschenkt bekommen. Womit man eine alte afrikanische Tradition fortführte, Leopardenfelle und leopardenfellbezogene Tische gehörten schon zur Zeit der Antike zu den üblichen Freundschaftsgeschenken.
1966 veröffentlichte dann der amerikanische Folk- und Rockmusiker Bob Dylan seinen Song Leopard-Skin Pill-Box Hat, in dem er sich über die in den 1960er Jahren insbesondere durch Jacqueline Kennedy wieder populäre Pillbox-Kopfbedeckung der Damen lustig machte.

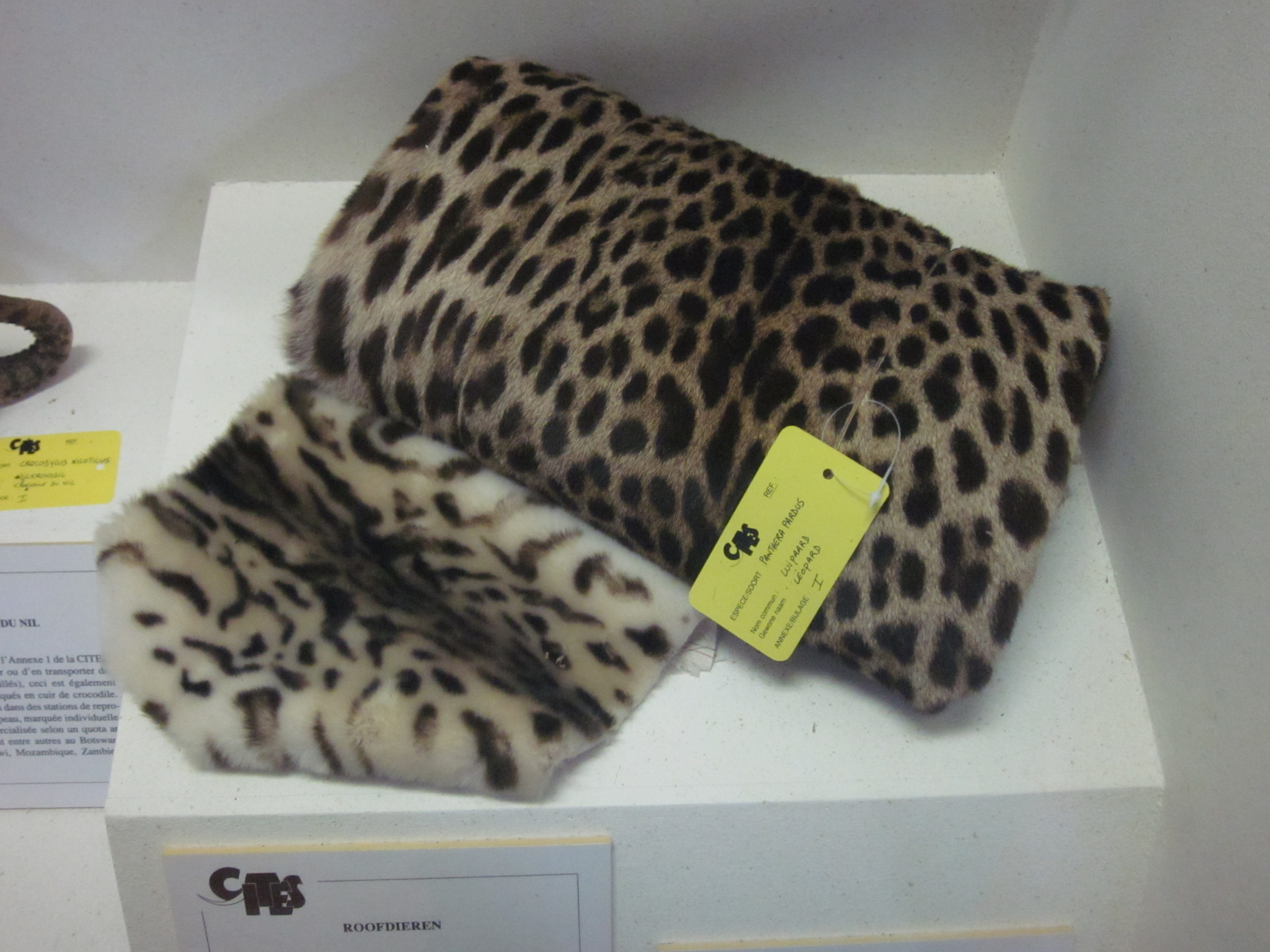
Muff aus Leopardenfell (Zentralafrikanische Republik), darunter ein Stück leopardbedrucktes Stück Biberlammfell

In den 1950er Jahren erlebte die Mode der gefleckten Wildkatzenfelle nach den USA auch in Europa einen absoluten Höhepunkt (vor allem Ozelot), der dadurch stark gestiegene Aufkaufspreis führte zu einer generellen Bedrohung der Tierart. Im Jahr 1973 erfolgte deshalb die endgültige Inschutzstellung des Leoparden. Für nahezu alle Arten Wildkatzenfelle besteht seit etwa dieser Zeit ebenfalls ein Handelsverbot, zumindest erhebliche Handelsbeschränkungen.
Die gering anfallenden Leopardenfellreste bei der Pelzverarbeitung reichten nicht aus, sie zu einem wesentlichen Artikel der Pelzstückenverarbeitung werden zu lassen. Die Extremitäten, die Leopardenpfoten, wurden für attraktive Pelzinnenfutter oder als Verbrämungen genutzt. Auch wurden vereinzelt aus den dafür geeigneten Sorten Leopardenpfoten-Capes und wenige Mäntel gearbeitet (beispielsweise aus den Mombasa (Kenia)- und Asmara (Eritrea)-Typen). Aus den Schwänzen wurden im ersten Viertel des 20. Jahrhunderts Autofahrer- und Schlittenmäntel in geringer Stückzahl hergestellt. Leopardenstücken fanden bei Mosaikarbeiten sehr gute Verwendung zur Darstellung der Felspartien.
Preiswertere Fellarten, wie Lamm, Kanin und Kalb, wurden öfter mit einem Leopardenmuster „veredelt“. 1926 kostete ein Leopardenfell durchschnittlich 70 Mark, das allerdings sehr viel kleinere leopardgefärbte Zickelfell dagegen 3 Mark.
Als Textildesign wurde das Leopardenmuster im 18. Jahrhundert besonders populär. Auch nachdem zuletzt keine Kleidung aus Leopardenfell mehr hergestellt wurde, blieb Leopard das häufigste Großkatzendessin der Damenmode.

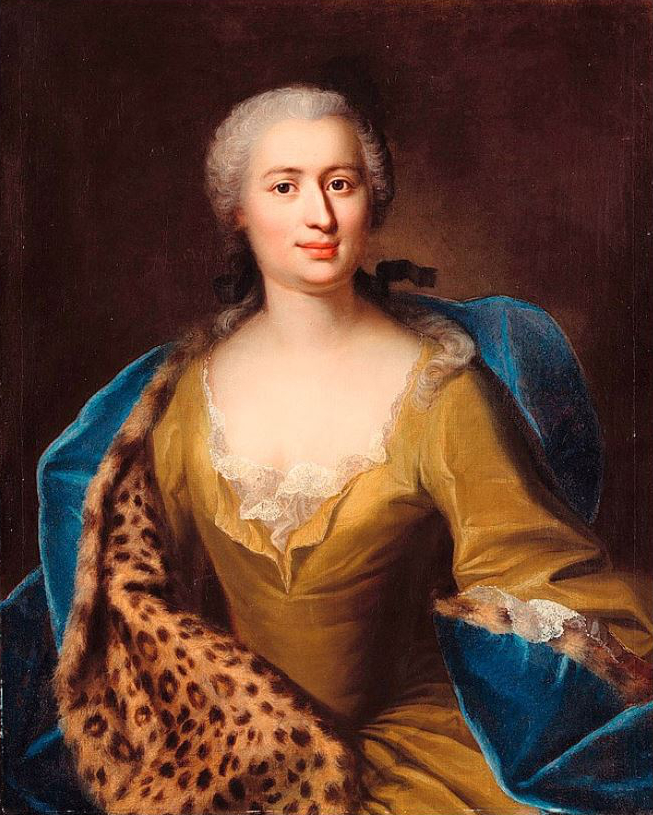
Margaretha Frisching mit leopardgefüttertem Plaid (1749)
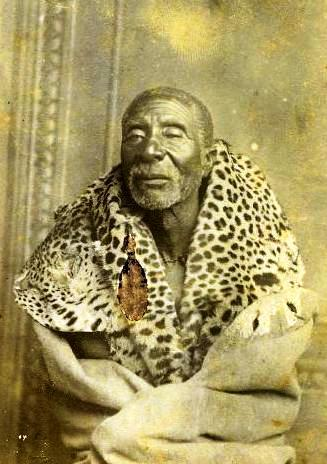
Häuptling Sarili oder Kreli der Gcaleka (zu den Xhosa gehörend) mit Leopardenfell (1890)
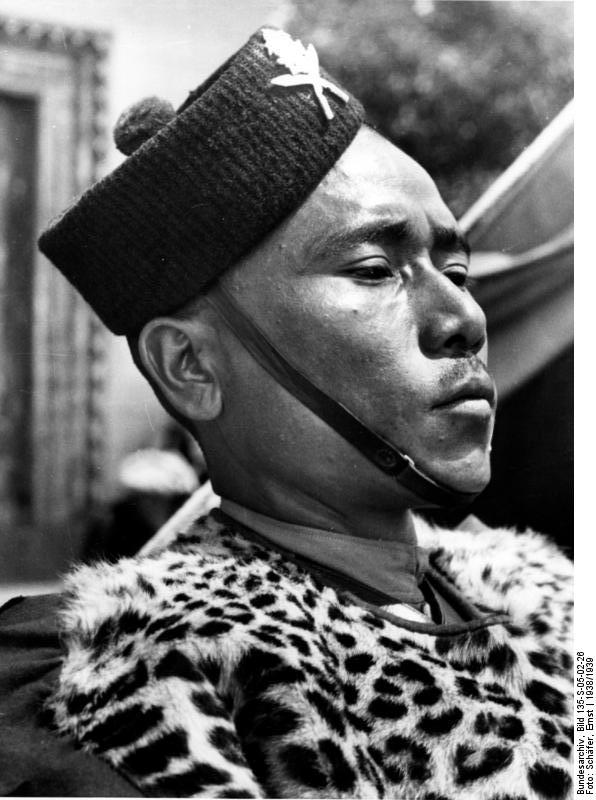
Tibetanischer Gurkha-Soldat mit Leopardenumhang (1938)
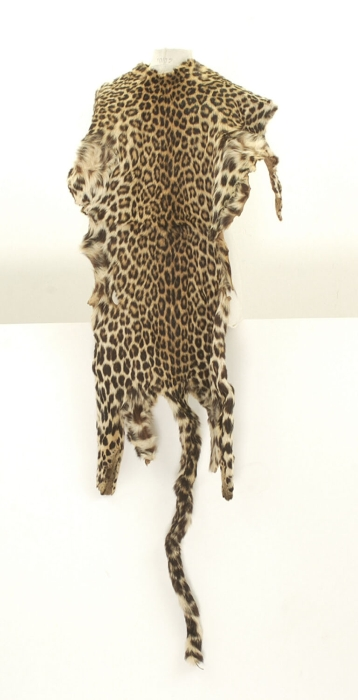
Leopardenfell, Schulterumhang (Akaulat) der Karamojong (vor 1967)
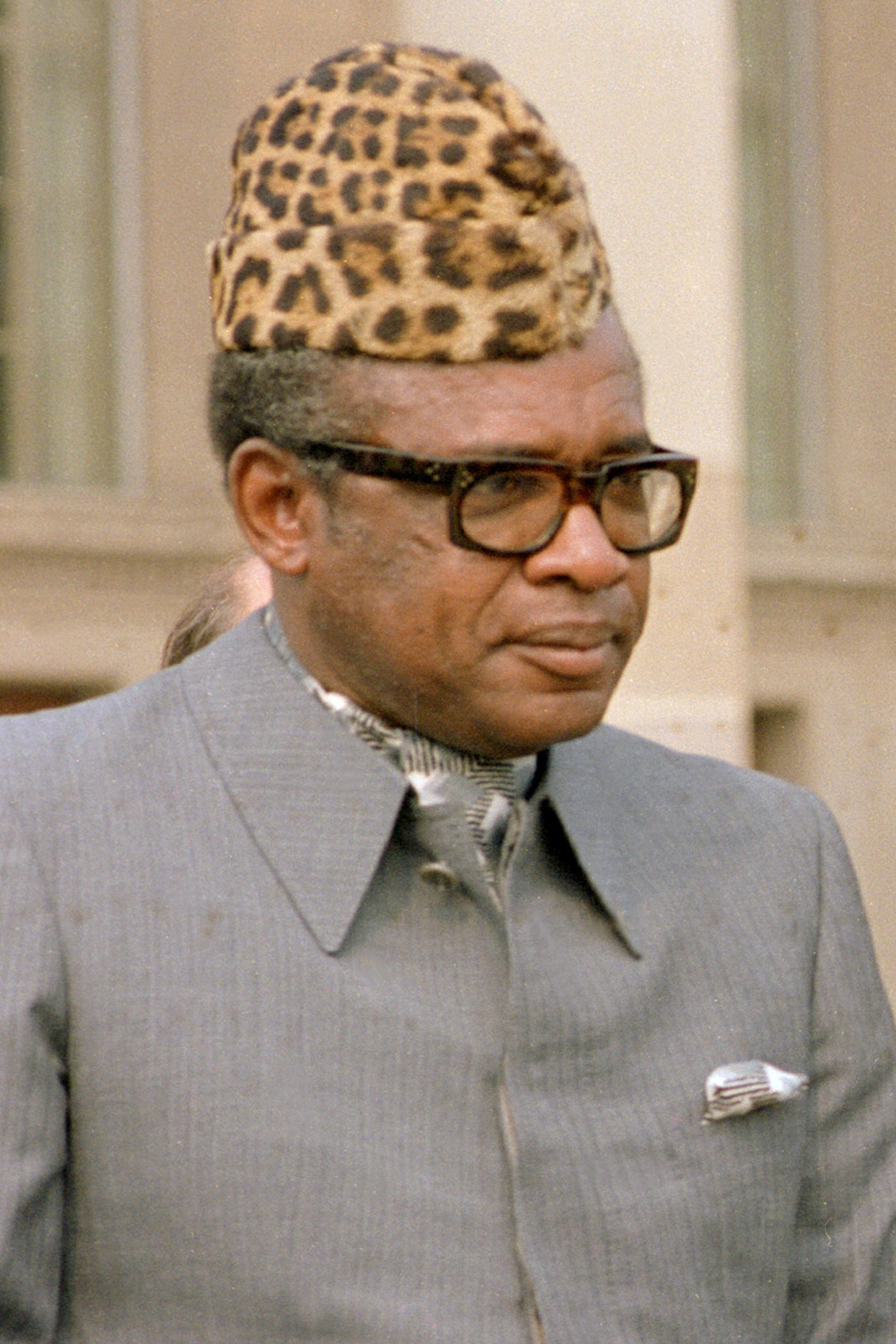
Zaire-Präsident Mobutu mit Leopardenmütze (1983)

## Fell

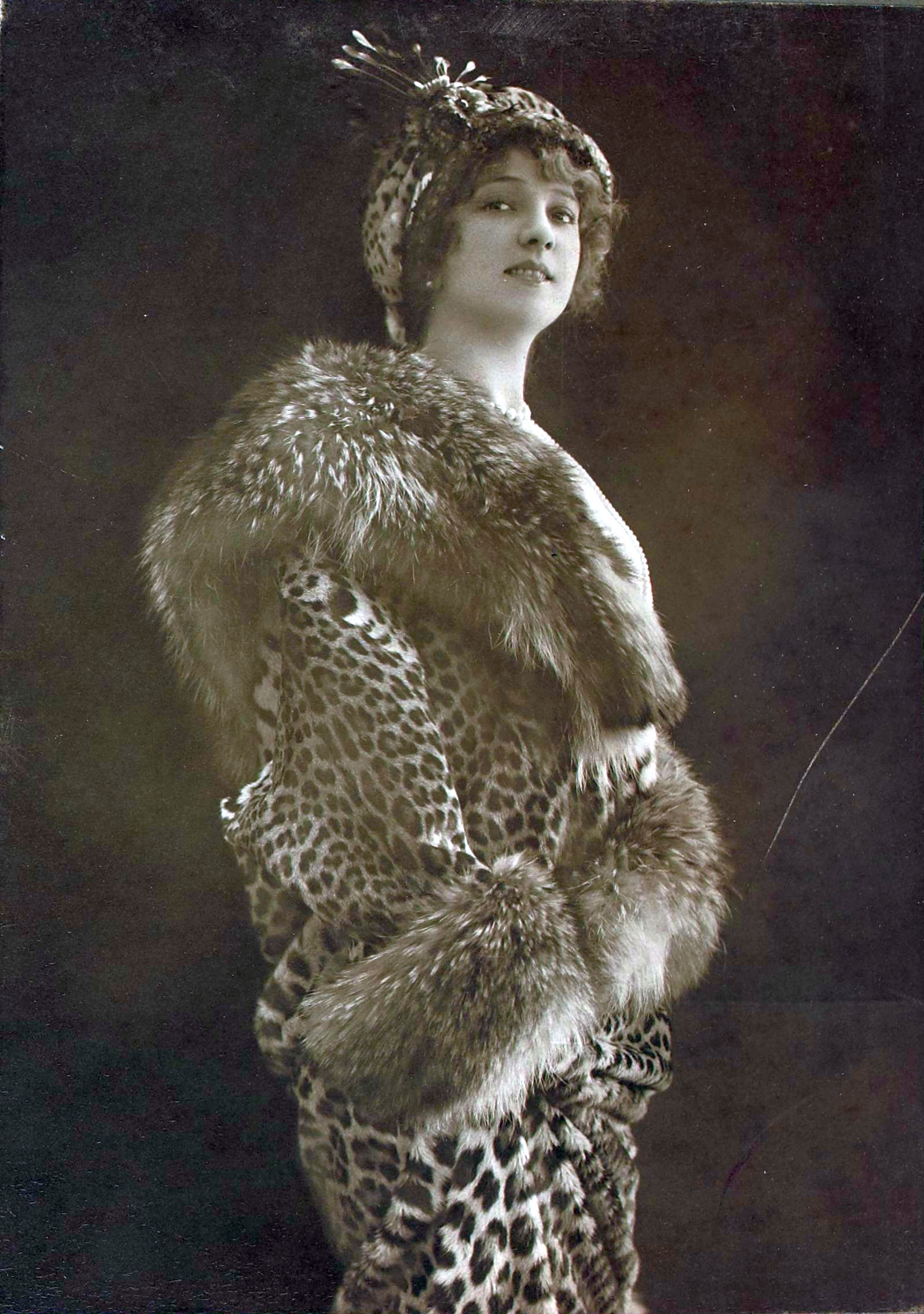
Schauspielerin Arlette Dorgère mit Leopardenkappe und Leopardenmantel mit Fuchsbesatz (ca. 1913)
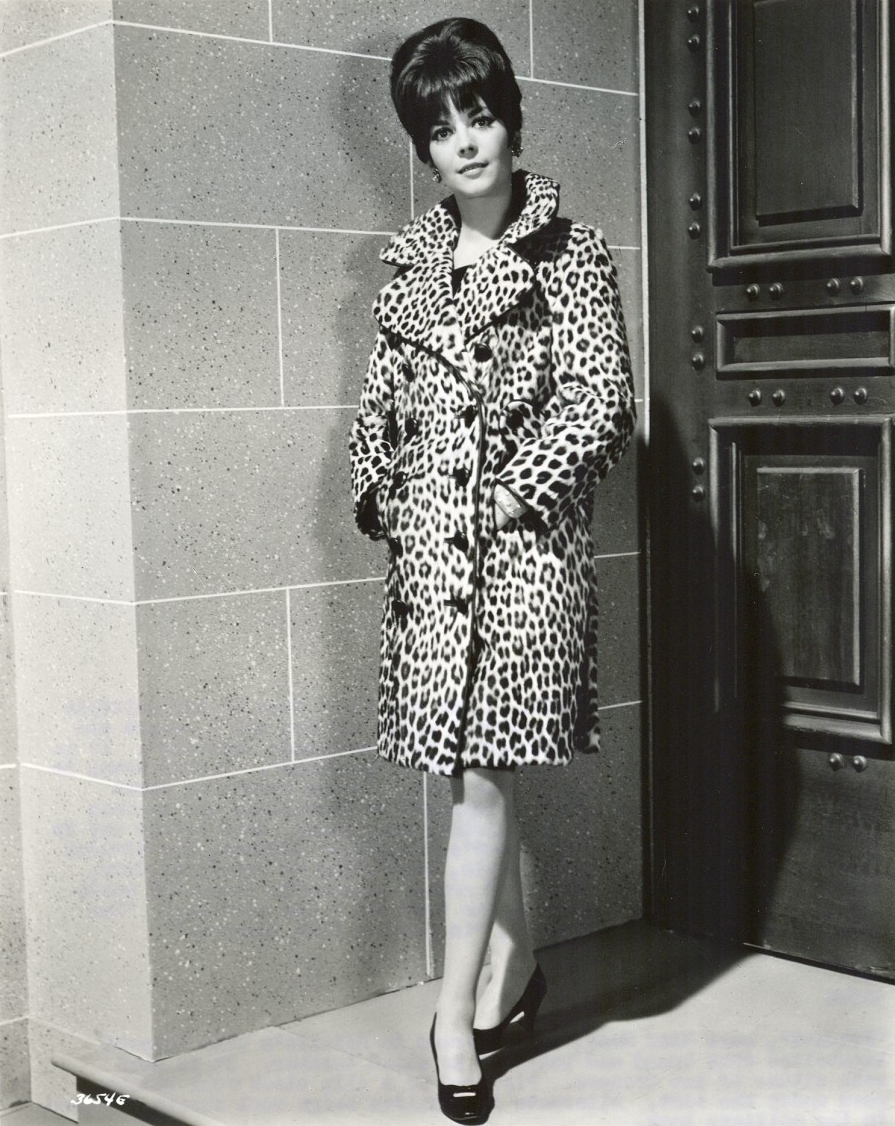
Natalie Wood im Leopardenmantel, für den Film Penelope (1966)
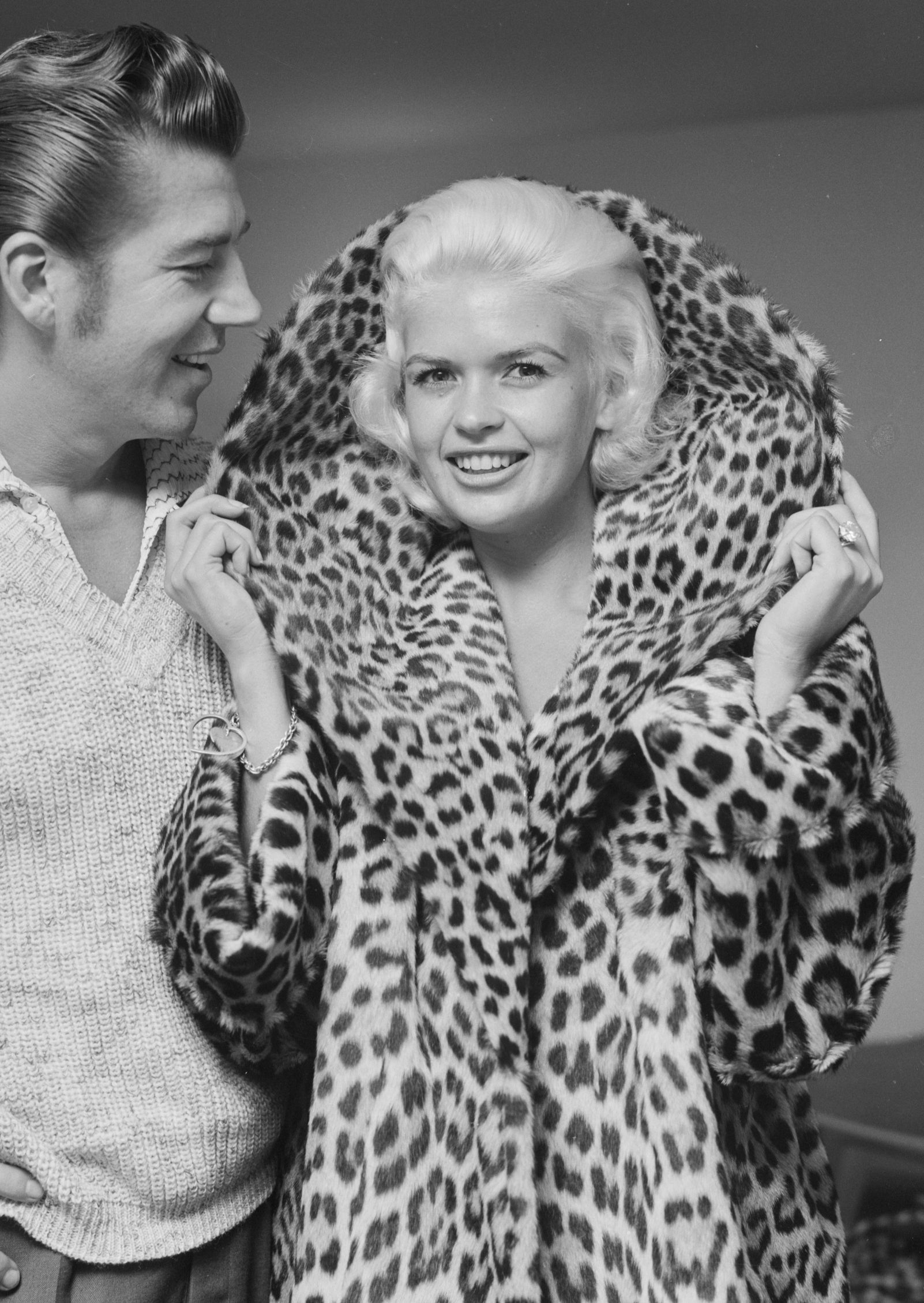
Jayne Mansfield im Leopardenmantel

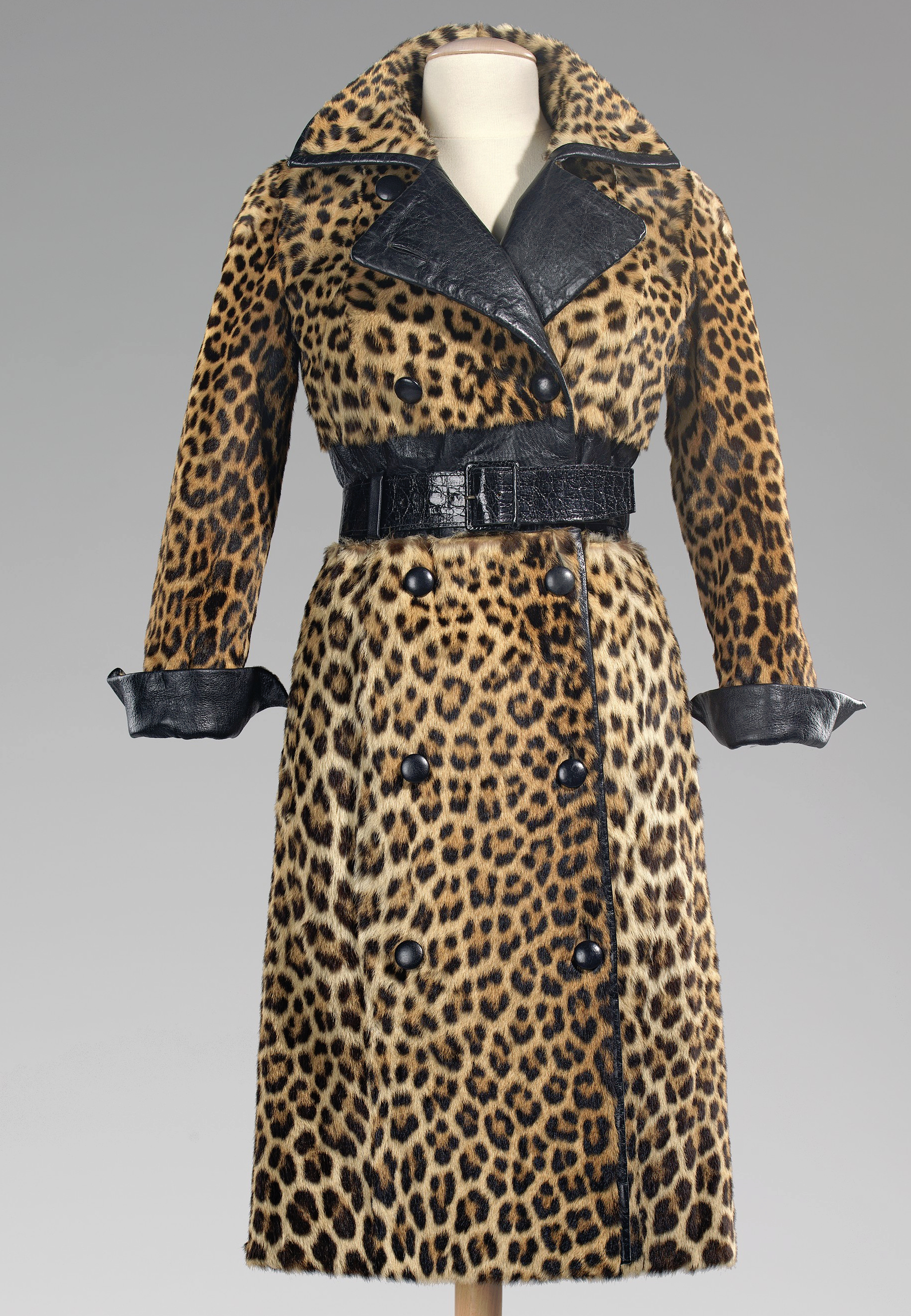
Leopardenmantel (Revillon Frères, ca. 1983, Metropolitan Museum of Art)

Leopardenfelle sind 95 bis 150 Zentimeter lang, der Schwanz 60 bis 95 Zentimeter.
- Färbung – Zeichnung

Grundfarbe:
Am Rücken ockergelb bis gelbbraun bis oliv fahl gelbgrau, gegen die Seiten heller, am Bauch weiß (Leoparden offener Gebiete, wie Savannen und Steppen, sind meist leuchtend gefärbt, satt bis hell ocker; solche trockener Hochländer wie Persien und kühler Gebiete wie dem Amur sind sehr hell, creme bis blass graugelb, manchmal fast weiß). Neben dieser „Normalfärbung“ tritt im gesamten Verbreitungsgebiet vereinzelt die schwarze Mutationsform auf (Schwarzer Panther). Seine Grundfarbe ist tief schwarzbraun bis schwarz, die Fleckung schimmert bei entsprechendem Lichteinfall schwarz heraus. In einem Wurf der Leopardin können sich gleichzeitig „normal“ gefleckte und schwarze Junge befinden. Es gibt Tiere, bei denen die Fleckenzeichnung noch recht gut zu erkennen ist, bei anderen Melanos ist auch die Grundfärbung tiefschwarz. Ohne geographische Einschränkungen treten manchmal weitere Mutationen auf, wie Nigrismus (Grundmusterung ist trotz Schwarzfärbung zu erkennen), Abundismus (mehr Musterung als normal) und Flavismus (in der Grundfärbung stark aufgehellt). Schwärzlinge können im gesamten Verbreitungsgebiet vorkommen, gehäuft sind sie im malayischen Raum, auf Java und in Äthiopien. Auch helle Farbabweichungen sind bekannt, sogar zumindest ein weißes Exemplar.
Zeichnung:
Beide Varietäten sind über den ganzen Körper schwarz gefleckt, bei den normal gefärbten Leoparden hebt sich die Fleckung deutlich von der Grundfärbung ab, bei den Schwärzlingen schimmert sie nur schwach hindurch. Das zumeist glatte und glänzende Fell weist je nach Unterart eine oft sehr verschiedene Fellzeichnung auf, aber auch innerhalb eines Gebietes treten individuelle Unterschiede auf. Fast immer zeigt das Fell schwärzliche Ringflecken, die besonders in Längsrichtung des Rückens reihenförmig angeordnet sind. Die Zeichnung ist nahezu symmetrisch über den Körper verteilt. Die Grundfarbe tritt nur netzartig zwischen den Flecken hervor.
An der Brust und am unteren Hals findet man häufig statt nebeneinander stehender Rosetten „Erdbeerflecken“, die in einer Richtung angeordnet sind und wie Halsbänder wirken. An der Oberseite des langen Schwanzes setzen sich die Ringflecken entlang der Mittellinie fort. Die Bauchmitte und die oberen Beininnenseiten sind ebenfalls frei von Ringflecken und weiß, gelblich-weiß oder in grau übergehend gefärbt. Weiter zu den Pranken hin sind Vollflecken zu finden, die nach unten zu immer kleiner werden. Vollflecken von verschiedener Größe befinden sich am Kopf, am Hals, meist auch am Nacken, fleckenlose Flächen an den Extremitäten. An der Wamme sind die Vollflecken groß und stehen weiter auseinander als am Rücken, dadurch wirkt sie wesentlich heller. Seiten, Schultern, Oberschenkel und oft auch der Rücken haben Ringflecken, die je nach Vorkommen verschieden groß sind, von etwa walnussgroß bis zu sieben Zentimeter. Die Ringflecken bestehen aus ringähnlich angeordneten (kleinen) Figuren verschiedener Form, unter anderem aus Kreisausschnitten, halbmondartigen Flecken. Die Anzahl dieser eine Rosette bildenden Figuren ist unterschiedlich. Meist sind es fünf bis sieben, höchstens acht, selten zwei. Bei einzelnen Tieren sowohl Afrikas wie Asiens können, wie typisch für den Jaguar, schwarze Punkte (Füllflecke) auftreten, vor allem in den nach dem Rücken zu gelegenen, größeren Rosetten.
Im Schwanzansatz setzen sich die Ringflecken in unten offene Ringe fort, die zum Ende hin immer weniger ausgeprägt sind. Sie gehen nach hinten in Vollflecke über, die bis zur Schwanzspitze vorherrschen. Gelegentlich ist der Schwanz völlig gefleckt. Die Schwanzunterseite ist zum Ende hin sehr hell bis weiß. Die Schwanzspitze ist bei normalgefärbten Tieren reinweiß.
Waldleoparden sind im Allgemeinen intensiver gefärbt als Leoparden offener Landschaften. Die Behaarung der Leoparden heißer Gebiete ist kürzer und flacher, im Norden und im Gebirge länger und vollhaariger (raucher). Die markantesten Zeichnungen finden sich meist auf mehr kurzhaarigen und nicht zu seidigen Fellen. Diese haben auch die leuchtenden Grundfarben und den ebenso erforderlichen Glanz, so dass es zu dem gewünschten Kontrast kommt, der bei langem Haar leicht verwischt – Qualitätsmerkmale, wie sie einmal für den Pelzhandel erstellt wurden. Als wertvollste galten die Somali-Leoparden aus dem mittleren Afrika, ihnen fast ebenbürtig sind die aus Kenia, Eritrea und Tanganjika.
Felle von Gebirgsvorkommen und aus dem Norden haben deutlich dichteres und längeres Haar, auch ist das Winterhaar länger und dichter als die Sommerbehaarung. Beim Amur-Leoparden ist das Rückenhaar 20 bis 25 Millimeter lang, beim Winterpelz erreicht es die gut doppelte Länge von 50 Millimeter. Das Bauchhaar ist länger als das des Rückens. Als Tier tropischer und subtropischer Gebiete hat der Jaguar keinen kurzzeitigen jahreszeitlichen Fellwechsel, er erstreckt sich über das ganze Jahr.
Bei einer Einteilung der Pelzarten in die Haar-Feinheitsklassen seidig, fein, mittelfein, gröber und hart wird das Leopardenhaar als hart eingestuft. Der Haltbarkeitskoeffizient für Leopardenfell wird mit 50 bis 60 Prozent angegeben.

### Unterscheidungsmerkmale Leopardfell – Jaguarfell

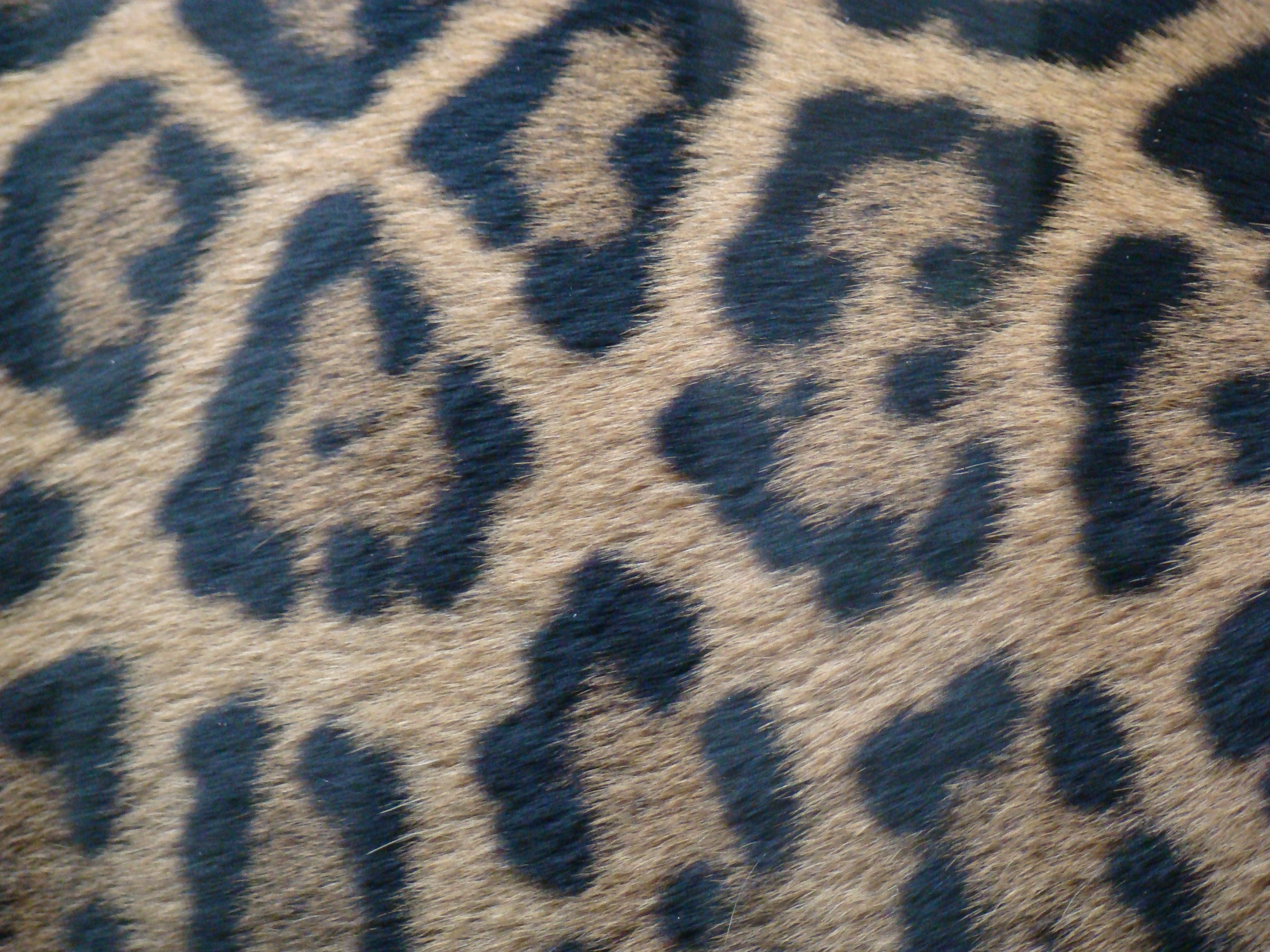
Jaguar (mit Füllflecken)
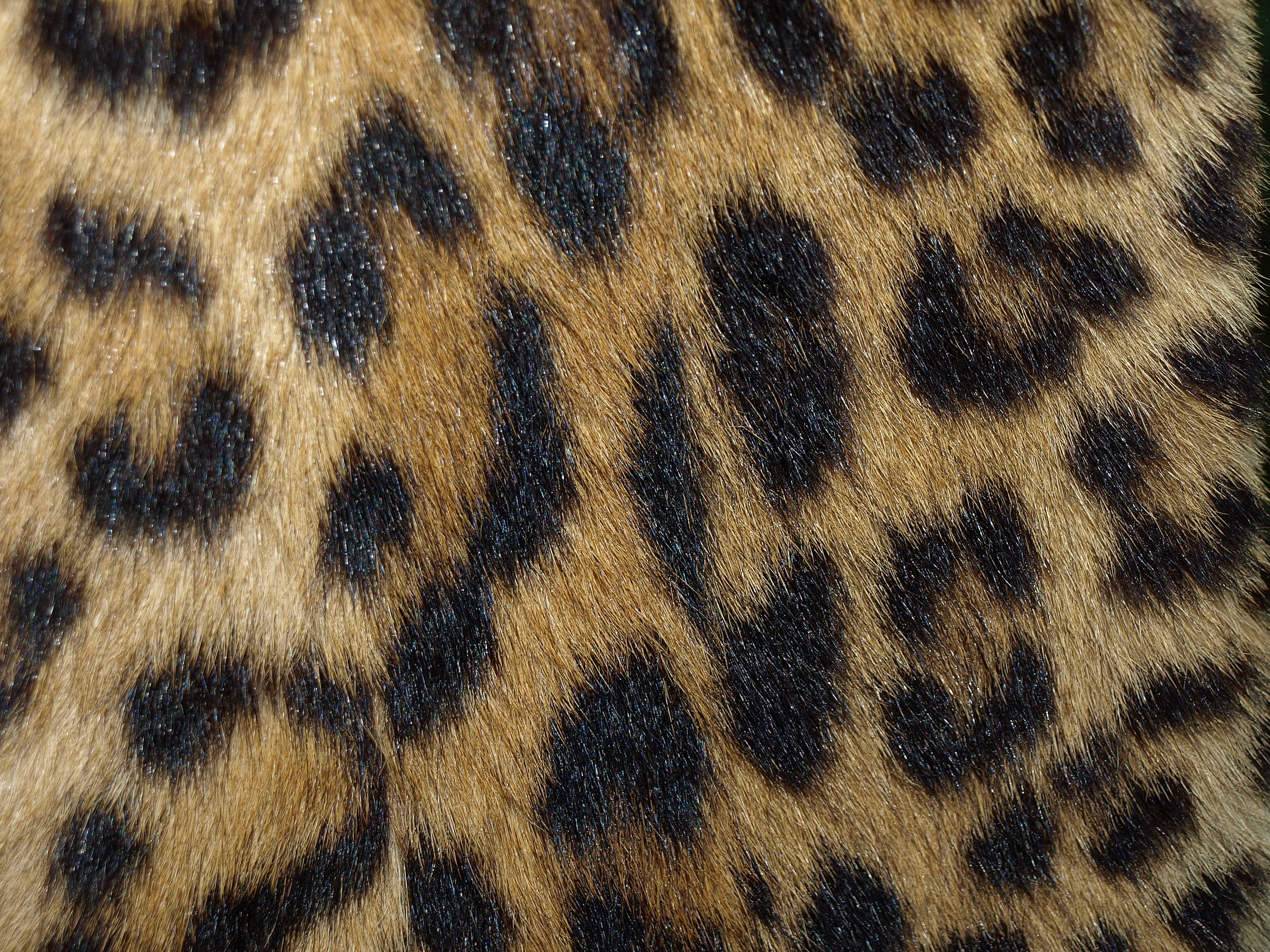
Leopard (ohne Füllflecken)

Das Leopardenfell ist kleiner und schmaler als das ähnliche Jaguarfell, sein etwa körperlanger Schwanz ist jedoch bedeutend länger. Der Leopard hat die feinere Zeichnung; die Ringflecke sind kleiner als beim Jaguar. Die Rosetten haben in der Mitte, bis auf Ausnahmen, keine Punkte (Füllflecken). Die Figuren sind beim Leoparden kleiner, enger gestellt und gleichmäßiger verteilt. Die Grundfarbe ist oft weniger rötlich, der Rückenmittenstrich (Grotzen) oft wesentlich dunkler. Die Beine des Leoparden sind länger und weniger kräftig, der Kopf ist schlanker.
Mitunter sind die Leopardenfelle nur schwer vom Jaguar zu unterscheiden (aberante/abweichende Muster). Wegen der geringen Fellausbeute wurde der Jaguar häufig als Leopard gehandelt, so dass sich im Sortiment von Leopardenfellen oft Jaguare befanden.

## Unterscheidung nach Herkommen
Unter allen Großkatzen hat der Leopard die größte Verbreitung. Sie erstreckte sich über ganz Afrika (außer der Sahara), außerdem Vorder- und Kleinasien, Afghanistan, Russisch-Turkestan, den Iran, Vorder- und Hinterindien, Ceylon, Java, China, Korea, die Mandschurei und das Amur-Ussuri-Gebiet. In Nordafrika und im Kapland ist er ausgerottet, auch in den anderen Verbreitungsgebieten ist er stark zurückgegangen.
Die nachfolgenden Unterscheidungen richten sich wesentlich nach dem Aussehen des Fells, nicht unbedingt nach der heutigen zoologischen Klassifizierung, die wesentlich andere Merkmale berücksichtigt.  Gegen Ende der 1990er Jahre setzte sich die Erkenntnis durch, dass farbliche Variationen im Fell nicht ausreichen, um Unterarten hinreichend zu bestimmen.
- Asien
  - Das Fell des Chinesischen Leoparden ist gelblicher mit etwas kleineren Flecken. Das Fell erinnert im Aussehen etwas an die indisch/chinesischen Herkommen vom linken Gangesufer bis südliches China. Der Schwanz ist buschiger und die Färbung heller, kräftig gelb, ockergelb bis rötlich. Die Flecken sind groß und dickrandig. Die lateinische Bezeichnung „japonensis“ für diese Unterart lässt irrtümlich auf ein Vorkommen von Leoparden in Japan schließen. Der Name wurde 1862 von dem Zoologen Gray nach einem Kürschnerfell vergeben, das wahrscheinlich jedoch von China nach Japan gelangt war. Felle am Markt in Kanton sollen stärkeres Gelb und größere Flecken aufgewiesen haben als indische Sorten. Hangkau (Hànkǒu, heute zu Wuhan): Klein, dicht behaart. Nord-Szetschwan: Sehr groß, eindrucksvoll gezeichnet.[27]
  - Nordchina, Mongolei. Kleine Felle mit langem buschigen Schwanz. Die Behaarung ist lang, dicht und rauch; die Unterwolle weich; am Bauch und am Hals länger und weicher, doch nicht so dicht wie am übrigen Körper. Die Farbe ist hell, gelblich, heller als die aus Indien und Südchina. Der Bauch ist weißlich. 6 bis 8 Längsreihen schwarzer fast geschlossener Ringe, durchsetzt mit kleinen unregelmäßigen Vollflecken. Unterseite weitläufig großfleckig. Schwanz mit 10 bis 12 Vollringen.[27]
  - Hinterindischer Leopard, Vorderindien vom Himalaya bis Kap Komorin, östlich bis etwa Bhagalapore und dem rechten Gangesufer. Das ockergelbe Fell hat eine rötlichere Färbung, selten bräunlich oder graugelb. Die dickerrandigen Rosetten sind etwas kleiner; auf dem Rücken befindet sich entlang der Mittellinie meist eine fast ununterbrochene Reihe länglicher schwarzer Flecken, nach den Seiten zu Ringflecken und Rosetten, ebenso an den Schenkeln und Schultern. Die Höfe der Flecken sind oft lebhaft orangegelb. Kopf, teils auch Hals und Beine sind mit zahlreichen dichtstehenden schwarzen Vollflecken bedeckt, am Bauch größere, weiter auseinanderstehende schwarze Vollflecken.[27][50]
  - Linkes Gangesufer durch Assam, Burma, Kambodscha und Malayische Halbinsel durch ganz Hinterindien, im Norden bis zu den Gebirgen Südsikkims und Yunnans bis in die südlichsten Provinzen Chinas (Guandong, Guangxi, Fujian). Früher häufiges Vorkommen in Futsinghsien (Fuqing in Nordfujian). Das Fell ist ziemlich klein und kurzbeinig. Die Rückenhaare sind etwa 1,5 bis 2 Zentimeter lang. Färbung leuchtend ocker bis fast rostrot, seltener bräunlich. Flecken groß und dickrandig. Höfe der Flecken meist deutlich dunkler als die Farbe zwischen den Rosetten.[27][56]
  - Das Fell des Indischen Leoparden hat eine ähnliche Färbung, doch variieren Farbe und Fleckung.
  - Der Java-Leopard, Java und Kangeaninseln (Provinz Jawa Timur), hat sehr kleine, eng beieinander liegende Flecken. Die Behaarung ist kurz und glatt; die Farbe dunkel und kräftig (etwa rötlich ocker). Schwärzlinge kommen besonders häufig vor.[27]
  - Das Fell des Sri-Lanka-Leoparden (früher auch Ceylon-Leopard) ist etwas dunkler, mehr leuchtend gelbrot: die Rosetten kleinfleckig und eng stehend. Die Behaarung ist länger und weicher. Das Fell erreicht eine Körperlänge von etwa 110 bis 150 Zentimeter.
  - Das Nepal-Leoparden-Fell, Sikkim und Nepal, ist heller und meist großfleckig; die Farbe etwas blasser, weniger leuchtend. Der Pelz ist langhaariger, dichter als bei den Leoparden des indischen Tieflands.[27]
  - Der Kaschmir-Leopard hat eine gegenüber dem indischen Leoparden düstere Färbung, mehr oliv; Rosetten klein, dickrandig (Franke/Kroll: mit großen Flecken).[27]
  - Das Belutschistan-Leoparden-Fell aus Sindh, Pakistan. Gelblich, dem persischen Leoparden verwandt, doch kräftiger in der Färbung, deshalb und auch wegen der größeren, dünnwandigen Flecken dem kleinasiatischen Leoparden ähnlich.[27][50]
  - Das Fell des in Zentralpersien vorkommenden Mittelpersischen Leoparden ist klein, hell und kurzhaarig.
  - Das Fell des Nordpersischen Leoparden, der ein Gebirgsbewohner ist, ist besonders langhaarig und etwas größer als die vorgenannten Arten. Er ist dem kleinasiatischen verwandt, doch wesentlich heller, ohne rötliche Nuancierung. Die Rosetten sind kleiner. Dem Schneeleoparden in der Farbe ähnlich, ebenso durch sein kräftiges Winterfell, doch viel kleinere Flecken. Nordpersische Leoparden (Kopet-Dag, Ala Tau, Maschhadgebiet) sind etwas gelblicher, darin den kleinasiatischen ähnlich.[50][27] Die Leoparden im Norden des Iran sollen meist große, blass gefärbte Tiere sein, während im Süden eher dunkel gefärbte, etwas kleinere Exemplare vorkommen sollen. Neuere Studien konnten allerdings keine auffälligen Unterschiede im Fellmuster zwischen Nordpersischen und Südpersischen Leoparden feststellen.[57]
  - Amur-Leoparden sind recht klein. Sie unterscheiden sich von anderen Unterarten durch ein dichtes Fell, das kräftig und einheitlich gezeichnet ist. Leoparden vom Flussbecken des Amur, den Bergen im Nordosten Chinas und der koreanischen Halbinsel haben besonders im Winter blasse cremefarbene Felle. Die Rosetten auf den Flanken sind 5 × 5 Zentimeter groß, bis zu 2,5 Zentimeter weit auseinanderstehend und sind aus dichten, geschlossenen Ringen zusammengesetzt, die in der Mitte dunkler sind. Das Fell ist weich und besteht aus langem, dichtem Haar. Die Haare auf dem Rücken sind im Sommer 20 bis 25 und im Winter 50 Millimeter lang. Das Winterfell variiert von hellgelb bis gelblich-rot mit goldfarbener Tönung oder rostfarben bis rötlichgelb. Das Sommerfell ist leuchtender und intensiver gezeichnet.[58][27] Wegen der hellen Farbe und der großen Rosetten wurden die Felle häufig mit denen des Schneeleoparden verwechselt.[59][27]

- - Das Kaukasus-Leoparden-Fell und Kubangebiet :

Kubangebiet: Kleiner und heller als die benachbarten kleinasiatischen. Infolge der längeren Behaarung stumpf in der Farbe. Ohne rötliche Färbung. Es fehlt der seidige, goldene Glanz tropischer Vorkommen, wie er schon beim Transkaukasier vorhanden ist.
Kaukasus: Groß, langschwänzig. Behaarung lang, grob, dicht. Grundfarbe sehr wechselnd; Seiten heller; Bauch und Innenseite der Läufe weißlich; Rücken rötlich bis rostfarben bis graugelb, oft fast weißlich. – Es gibt kaum in der Befleckung sich ähnelnde Felle. Die Flecken sind gleichmäßig verteit; im Rücken sehr dicht und symmetrisch, rosenblütenartig, kantig bis länglich, nie in sich geschlossen und nie kreisrund, auf dem Aalstrich am größten (5 Zentimeter lang, 2,5 Zentimeter breit); pechschwarz bis dunkelbraun (Scheinbar der Übergang vom hellen nördlichen Leoparden zum gelblicheren nordpersischen und rötlichem kleinasiatischen).
* Transkaukasische Leopardenfelle, Transkaukasus und westliches Kleinasien. Groß; buschiger Schwanz. Kürzer im Haar, doch länger als bei tropischen Herkommen. Meist rötlich bis gelblich, auch hell rötlich bis rehbraun, glänzend. Die Rosetten groß, schmal berändert, gleichmäßig verteilt. Das Winterfell kräftig im Haar.
* Das Fell des Kleinasiatischen Leoparden ist dagegen mehr lohfarben, oft etwas graufarben.
- Afrika

Gegenüber den asiatischen Sorten sind die afrikanischen Leopardenfelle meist kurzhaariger, gelber in der Farbe und markanter in der Zeichnung. Teilweise kommen schwarze Exemplare vor.
Von afrikanischen Leoparden kommen
- - im Norden, aus Tunesien, Algerien, Marokko. Zum großen Teil ausgerottet. Sehr groß; meist dunkel gefärbt, oft mit deutlichem Grauton, doch sehr variierend; lang und dicht im Haar.[27]
  - Britisch-Somaliland, Jubaland („Babyleopard“, Handelsname für die kleingefleckten Exemplare[46]). Mittelgroß (relativ große Ohren); sehr kurzhaarig; hell bräunlich bis graubraun bis rötlich. Seidig glänzend. Gut gezeichnet, Flecken größer und weiter auseinandergestellt, an den Seiten ring- und rosettenförmig. Leichtledrig; die Behandlung des Fellleders vor Ort war besonders gut, die Felle eigneten sich vor allem für Mantelzwecke.[27] Die flachhaarigen und schöngemusterten Exemplare des Somalileoparden waren die am höchsten bewerteten Leopardenfelle.[46]
  - Inner-Abessinien. Größer; raucher, rötlich bis sehr dunkel. Rosetten meist groß, immer sehr dickrandig, am Rücken oft nur Vollflecken. Häufig schwarze Exemplare. Etwas schwer im Leder.[27]
  - Der Sinai-Leopard ist ausgestorben. Das Fell war groß; sehr hell, fahlgrau bis cremegelb mit leichtem Grauton. In der Farbe dem Schneeleoparden ähnlich. Unterschied von Rücken- und Bauchfarbe sehr gering. Rosetten mittelgroß; Höfe kaum dunkler als die Farbe zwischen den Flecken.[50][27]
  - Nordafrikanischer Leopard, ägyptischer Sudan. Groß, gelblich-ockerfarben, in Farbe und Zeichnung stark differierend. In Nordostafrika scheint er sehr selten zu sein. Sehr leichtledrig, das Fell war als „Somali-Leopard“ im Handel.
  - Südarabien. Klein. Hemprich & Ehrenberg beschrieben ein sehr hell gefärbtes Tier.
  - Das Eritrea-Leoparden-Fell ist etwas kleiner und kurzhaarig; seidig glänzend. Die beiden vorstehenden, sehr leichtledrigen Arten haben eine besonders schöne Zeichnung, die Felle waren wie die des Nordafrikanischen Leoparden ebenfalls als „Somali-Leopard“ im Handel. Auch sehr leichtledrig, waren als Mantelware geeignet.[27][50]
  - Das etwas größere Fell des Ostafrikanischen Leoparden, Kenia und Tansania bis Nyassaland. Größer als die Somalileoparden. Kräftiger gefärbt, vorwiegend leuchtend ocker bis lohfarben, selten gelbbraun, olivbraun oder olivgrau. Großfleckig.[27]
  - Auch der Sansibar-Leopard gilt als ausgestorben. Das Fell war klein, mit vielen kleinen, engstehenden Flecken; heller und kurzschwänziger als ostafrikanische Leoparden.[27]
  - Das Fell des Zentralafrikanischen Leoparden, Mosambik bis Angola, im Süden bis Oranje und Transvaal. Hell ocker bis fast cremegelb, heller als Ostafrikaner. Die Leoparden Südwestafrikas sind durchschnittlich meist etwas gelblicher; das Haar ist kräftiger.[27][50]
  - Das Südafrikanische Leoparden-Fell hat meist kleine Rosetten; es ist dunkler als das des südwestafrikanischen Leoparden und ist rötlicher gefärbt, auch als gelblich lohfarben beschrieben.[27][50]
  - Uganda-Leoparden aus den Feuchtsavannen des südlichen Sudans, Bahr al-Ghazal, Lado-Enklave, im Süden bis zum Ituri-Regenwald und Kiwusee, im Osten bis zum Viktoriasee und Mount Elgon. Dem ostafrikanischen Leoparden sehr ähnlich. Groß; im Durchschnitt fast etwas heller als ostafrikanische Felle und großfleckiger, rötlichgelb bis lohfarben.[27][50]
  - Der Kongo-Leopard, lebt im Ituri-Regenwald, er ist kleiner und gelblicher.[50] Nach anderer Beschreibung: dunkel, olivgrau bis lohfarben, immer dunkler als Savannenleoparden, kleinfleckig.[27]
  - Ruwenzori-Gebiet (Uganda). Es wurden bis 1964 nur zwei Exemplare beschrieben. Gebirgsleoparden von recht düsterer olivbrauner Färbung mit sehr großen, dickrandigen Flecken und dichtem Pelz, buschiger Schwanz.[27]
  - Das Fell des Kamerun-Leoparden aus den Savannen des Landes ist großfleckiger als beim Waldleoparden; es hat eine kräftige leuchtende Färbung, hell bräunlichgelb.[27][50]
  - Das Fell des Westafrikanischen Waldleoparden, Waldgebiete von Senegambien (das Gebiet der heutigen Staaten Senegal und Gambia) bis Guinea und Gabun. Das Fell hat eine düstere Färbung, stumpf; olivgrau, olivbraun bis lederfarbig. Kleine, fast geschlossene engstehende, tiefschwarze Rosetten. Die Behaarung ist kurz, seidig, glänzend (in gleicher Beschreibung: „stumpf dunkel“ und „seidig glänzend“).[27]

Leopardenfelle verschiedener Vorkommen
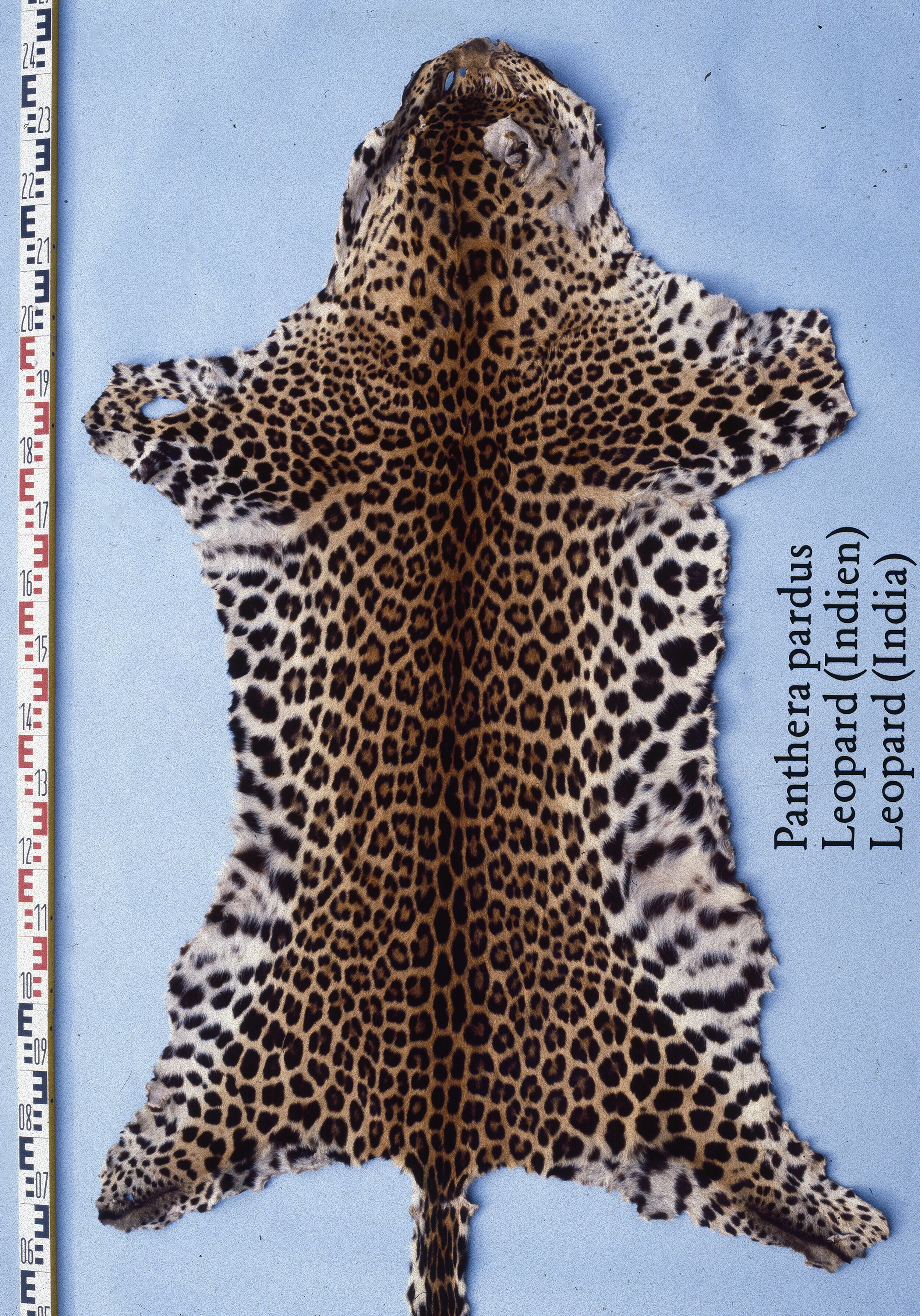
Indien
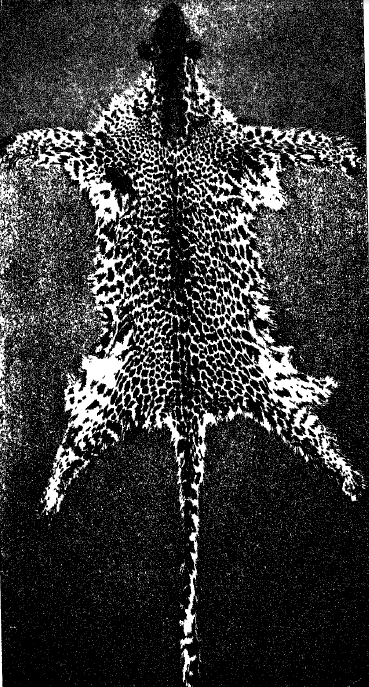
Kaschmir, Indien
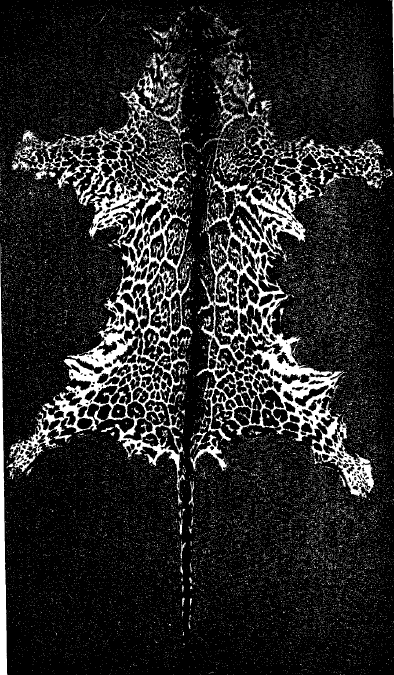
Cuddapah, Indien, jaguarähnlich
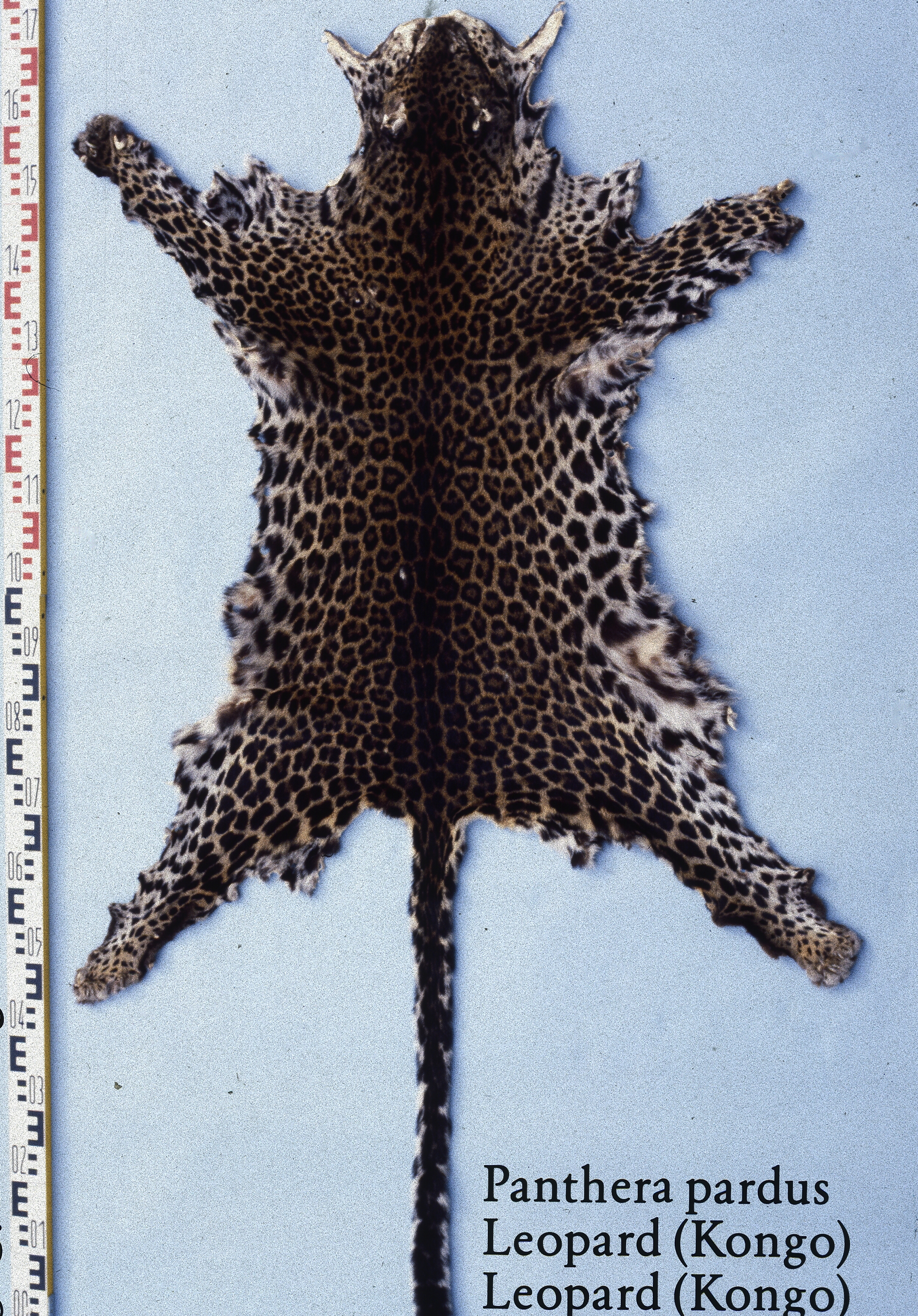
Kongo
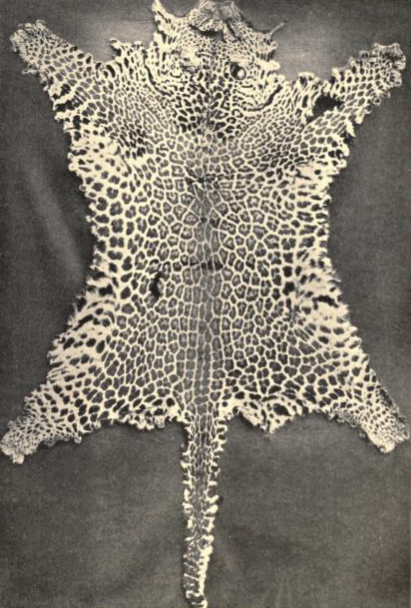
Uganda

## Handel
Der Leopard zählt zu den gefährdeten Tierarten. Er ist seit dem 3. März 1973 völlig geschützt und steht im Anhang I des Washingtoner Artenschutzübereinkommens. Aus einigen afrikanischen Ländern darf er als Jagdtrophäe eingeführt werden, der Handel ist jedoch verboten.

Symbolbild – Bescheinigung CITES (BRD) – Leopardenfellmantel Somalia – Herstellung vor dem 01.10.1960

Zum Handel von Leopardenfellmäntel, die vor dem 1. Oktober 1960 hergestellt wurden, bedarf es einer CITES Bescheinigung.
Die Anlieferung der Felle aus dem Ursprungsland erfolgte meist nicht über den Pelzgroßhandel, wie bei den für in größerer Zahl gehandelten Fellarten, sondern über Personen oder Firmen, die sich allgemein dem Import überseeischer Landesprodukte widmeten. Zeitweilig war die Anlieferung jedoch bedeutend, sie erfolgte dann in Losen von 20 bis 50 Stück. Schwarze Panther kamen kaum in den Handel, für die Pelzverarbeitung hatten sie keine Bedeutung.
Anfang der 1960er Jahre gab ein bekannter Rauchwarenexperte, der die Londoner Auktionen 50 Jahre lang besucht hatte, Hinweise über die damalige Weltproduktion von Leopardenfellen:
Der größte Teil des Anfalls dürfte über die Londoner Auktionen gehandelt worden sein. Genaue Zahlen waren kaum beizubringen, zumal immer wieder Ware zurückgezogen wurde, die dann in den nächsten Auktionen erneut angeboten wurde. China hatte in den fünf Jahren vor 1961 etwa 4000 bis 5000 Felle auf den Markt gebracht. Der größte Teil davon fiel auf 3. und 4. Qualitäten sowie LOW-Grades, gute Felle der 1. und 2. Qualität war selten darunter. Siam-Thailand hatte eine jährliche Ausbeute von etwa 300 bis 500 Fellen. Auf Afrika entfielen einige hundert Felle. Aus Somali und Abessinien sind außerdem von den dortigen Einkäufern Felle dem internationalen Markt direkt zugeleitet worden, das dürften noch einmal einige hundert Felle gewesen sein. Anlieferungen aus anderen Gebieten waren unbedeutend. Wer sich in Afrika einer Safari anschloss, behielt das Fell als Jagdtrophäe meist selber. Den gesamten Jahresanfall schätzte der Experte um die Zeit auf etwa 1500 bis 2000 Felle.
Die Felle wurden immer offen, nicht rund abgezogen angeliefert.

## Verarbeitung

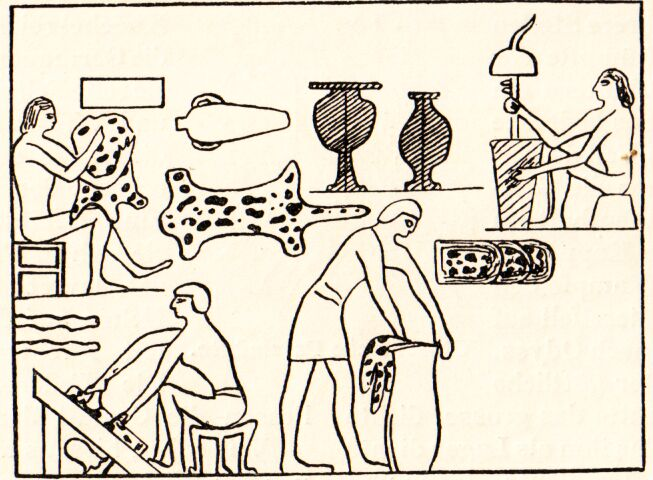
Altägyptische Kürschner beim Zubereiten von Leopardenfellen. Aus dem Bilderzyklus im Grab des Kammerherrn To in Sakkara (fünfte Dynastie, um das Jahr 3500 v. Chr.)

Die Fellverarbeitung zu Kleidungszwecken war wegen der komplizierten Zeichnung nicht einfach. Schwierig und aufwändig war auch die möglichst nicht sichtbare Reparatur (das Anbrachen) der Leopardenfelle, die häufig durch Schusslöcher stark beschädigt waren. Schwierig war schon das Zusammenstellen feinster Mantelsortimente. Für einen Mantel werden 4 bis 6 gut zusammenpassende (harmonierende) Leopardenfelle gebraucht. Auch innerhalb des Anfalls beispielsweise der Somalileoparden sind die Felle nicht einheitlich. Sie müssen einander gleichen hinsichtlich Haarqualität, Färbung sowie Gestalt (Form) und Anordnung sämtlicher in jedem Fell vorhandener Figuren (Musterung, Zeichnung). Entsprach nur ein Fell nicht dieser Voraussetzung und war ein geeignetes Ersatzfell nicht zu beschaffen, so waren auch alle anderen für einen Mantel vorgesehenen Felle nicht in der gewünschten Weise zu verwenden und verloren unter Umständen beträchtlich an Wert.
Die heute gelegentlich noch anfallenden Felle werden als Jagdtrophäen fast ausschließlich, eventuell mit naturalisierten Köpfen, zu Vorlegern verarbeitet.

## Zahlen, Fakten
Der in der Pelzfachliteratur vereinzelt angegebene, frühere jährliche Weltanfall von Leopardfellen ist immer unter Vorbehalt zu betrachten. Bei Emil Brass, der zuletzt 1925 wesentliche Zahlen über den Anfall der verschiedenen Fellarten aufgelistet hat, sind die Einzelanfallzahlen so gering, dass sie nicht mit dem von ihm, offenbar geschätzten, Gesamtanfall von 30.000 Stück in Übereinstimmung zu bringen sind. Andere, spätere Zahlen sind dagegen wieder so niedrig, dass sie augenscheinlich kaum ausreichten, das offenbare große Angebot im Handel zu decken. Laut Lübsdorf waren es 50.000 Felle im Jahr 1960. Offizielle Produktionsstatistiken der Herkunftsländer existierten nicht und nur ein Teil der Ware nahm den in Ländern mit größerem Anfall an Pelztieren aus freier Wildbahn üblichen Weg vom Sammler zum Großhandel und die Auktionshäuser. Hinzu kamen Felle von Tieren, die ohne Genehmigung gejagt worden waren. Sämtliche überregionalen Aussagen beruhen daher auf sehr groben, durch wenig Zahlenmaterial gestützten Schätzungen.
- 301 n. Chr. erließ Diokletian das Höchstpreisedikt, dessen Überschreitung mit der Todesstrafe geahndet werden sollte. Es führt auch die Preise für rohe und zugerichtete Felle auf:[61] Ein Denar hatte, umgerechnet auf das Jahr 1922, einen Wert von 1,827 deutschen Pfennigen.[62]

|                             | Römische Denare | Römische Denare       |
|                             | roh             | zugerichtet (gegerbt) |
| --------------------------- | --------------- | --------------------- |
| Ziegenfell, groß            | XL              | L                     |
| Schaffell, groß             | XX              | XXX                   |
| Fell für Mützen             |                 | C                     |
| Fertige Mütze               |                 | CC                    |
| Lamm- oder Zickelfell       | X               | XVI                   |
| Hyäne                       | XL              | LX                    |
| Rehfell                     | X               | XV                    |
| Hirschfell                  | LXX             | C                     |
| Wildschaffell               | XV              | XXX                   |
| Wolfsfell                   | XXV             | XL                    |
| Marderfell                  | X               | XV                    |
| Biberfell                   | XX              | XXX                   |
| Bärenfell, groß             | C               | CL                    |
| Luchsfell                   | XL              | LX                    |
| Seehundfell                 | MCCL            | MD                    |
| Leopardenfell               | M               | MCCL                  |
| Löwenfell                   |                 | M                     |
| Decke aus acht Ziegenfellen |                 | CCCXXXIII             |

- 1913, Zitat: E. H. Wilson begegnete 1913 bei einer Wanderung im Tale des oberen Minriver (westlich Szetschuan) einer Kolonne von 5 Männern, die mehr als 100 Leopardenfelle transportierten. Diese kamen aus Kuetschou und Yünnan. Die Felle waren für Sungpan bestimmt. Dort sollten sie für Robes (siehe im Artikel Pelzreste) und Gürtel verwendet werden.[27]

- Vor 1914, vor dem Ersten Weltkrieg wurden afrikanische Leopardenfelle nur selten höher als mit 20 bis 30 Mark gehandelt (Brass). Sie fanden nur zu Decken und Fußteppichen Verwendung und waren deshalb weniger geschätzt als die chinesischen Leoparden.[22]

- 1924, als jetzt Felle für Mäntel gefragt waren, zahlte man für das Fell 150 Mark (Zitat Schöps, nach Brass).[27] In seinem Werk von 1925 gibt Brass dagegen 60 bis 80 Mark für das Stück an, bei einem Aufkommen von jährlich 1000 bis 2000 Stück, für den nördlichen Leoparden einen gegenüber der Buchausgabe von 1911 aktualisierten Preis von 50 bis 100 Mark (1911: 30 bis 50 Mark), das des südlichen Leoparden mit 30 bis 50 Mark (1911: 10 bis 25 Mark). Die jährliche Ausfuhr betrug etwa 300 nördliche, ca. 600 südliche und 100 koreanische Felle (1911: unveränderte Stückzahl-Angaben).[22]

- 1934 erhielt der einstige Diamantenhändler Lepow in Transvaal vom Kaiser von Abessinien Haile Selassie I. als erster Weißer die Handelserlaubnis für das Landesinnere. In dem Jahr wurden 18.000 Leoparden erlegt, gegenüber 8000 im Jahr zuvor. 4000 kamen aus Abessinien und Belgisch Kongo, 4000 aus Somaliland.[63]

- 1959 kosteten gute Somali-Leopardenfelle in London 35 bis 45 £. Ein Teil der Felle kam aus der Pelzzurichtung nicht immer einwandfrei heraus und war damit für die Mantelverarbeitung ungeeignet. Für die Kalkulation ergaben sich dadurch für brauchbare Mantelfelle, einschließlich der Pelzveredlung, wesentlich höhere Preise.[27]

## Rezeption in der Kunst
In der Fabel Der Affe und der Leopard schilderte Jean de Lafontaine den Leoparden als auf sein grell buntes Fell fixiert und somit dem an Geistesblitzen reichen Affen als Gegenspieler unterlegen.

## Anmerkung
1. ↑  Die angegebenen vergleichenden Werte (Koeffizienten) sind das Ergebnis vergleichender Prüfung durch Kürschner und Rauchwarenhändler in Bezug auf den Grad der offenbaren Abnutzung. Die Zahlen sind nicht eindeutig, zu den subjektiven Beobachtungen der Haltbarkeit in der Praxis  kommen in jedem Einzelfall Beeinflussungen durch Pelzzurichtung und Pelzveredlung sowie zahlreiche weitere Faktoren hinzu. Eine genauere Angabe könnte nur auf wissenschaftlicher Grundlage ermittelt werden. Die Einteilung erfolgte in Stufen von jeweils 10 Prozent. Die nach praktischer Erfahrung haltbarsten Fellarten wurden auf 100 Prozent gesetzt.